# メシェデ
メシェデ (ドイツ語: Meschede, ドイツ語発音: [ˈmɛʃədə])はドイツ連邦共和国ノルトライン＝ヴェストファーレン州アルンスベルク行政管区のホーホザウアーラント郡に属す市である。この街はザウアーラント北部の中規模都市で、1975年からホーホザウアーラント郡の郡庁所在地となっている。この街は、1975年の自治体再編で、アムト・メシェデの市町村、すなわちメシェデ市とカレ、メシェデ＝ラント、レムブリングハウゼンと、アムト・フライエノールからエーヴァースベルク市と3町村が合併して、新たな都市メシェデが形成された。2014年7月24日からメシェデは公式に「クライス・ウント・ホーホシュールシュタット」（郡庁と大学の街）の称号を名乗っている。

## 地理

### 位置
メシェデは、アルンスベルクの森自然公園南西部のルール川両岸に位置し、ヘネタール堰に隣接する。南東部はロタール山地と接している。市域の南西部はかつてのホーメルト自然公園（2015年からザウアーラント＝ロタール山地自然公園）である。
この街の最低地点は海抜 214 m（ルール川がエーヴェントロプに流れ出る地点）、最高地点は海抜 692.5 m（モーゼボレ地区南のホッケンシュタイン山）である。

### 地質学
メシェデは、ロタール山地の北端部のラインシーファー山地に位置している。この地域は主にデボン紀に形成された。この頃、対照的な2つの層領域が形成された。ライン層のジベ期は約 140 m の分厚い、シルト＝粘土質のヴィーデネスター層から始まった。その上に白っぽい、炭酸化されたシルト＝細砂質の粘板岩グレーヴェンシュタイナー層が積層した。ヘルシニアン造山活動期の層が現れたものとして、ヌットラーラー粘板岩層の他に、厚さ 100 から 150 m のヴァレナー粘板岩層があげられる。

### 市域の広がりと土地利用
メシェデはドイツで最も広い市町村の1つである。その用途別面積は以下の通りである。
| 土地利用種別面積 | 農業用地 | 森林   | 宅地、空地 産業用地 | 交通用地 | 水域  | スポーツ 緑地 | その他 |
| ---------------- | -------- | ------ | ------------------- | -------- | ----- | ------------- | ------ |
| 面積 (km2)       | 62.68    | 124.60 | 12.70               | 12.71    | 3.49  | 1.17          | 1.15   |
| 占有率           | 28.7 %   | 57.0 % | 5.8 %               | 5.8 %    | 1.6 % | 0.5 %         | 0.5 %  |

メシェデの南北幅は約 17.8 km、東西幅は 19.1 km である。

### 隣接する市町村と近隣大都市
メシェデは、北はゾースト郡ヴァールシュタイン、東はベストヴィヒ、南はシュマレンベルク、南西はエスローエ (ザウアーラント)、西はズンデルン、北西はアルンスベルク（ベストヴィヒ以下はいずれもホーホザウアーラント郡）と境を接する。
最寄りの人口10万人以上の大都市は、北東はパーダーボルン、東はカッセル、南はジーゲン、西はハーゲン、北西はドルトムントおよびハムである。

### 市の構成
本市の市域には、中核市区メシェデの他に以下の市区が存在する: バルデボルン、ベルゲ、ベルクハウゼン、ベリングハウゼン、ブリュッゲルシャイト、ボックム。ボナッカー、カレ、ドラーゼンベック、アインハウス、縁区ハウゼン、エンステ、エンストホーフ、エアフリングハウゼン、エーヴァースベルク、フランクハウゼン、フライエノール、フリーリングハウゼン、ガリレア、ギースメッケ、グレーヴェンシュタイン、ヘッゲン、ハインリヒスタール、ヘリングハウゼン、ホルバッハ、イメンハウゼン、クラウゼ、ケッパーコプフ、ケッティグハウゼン、コットホフ、ラール、レリングハウゼン、レトマリングハウゼン、ミーリングハウゼン、モーゼボレ、ミュルスボルン、オーバーミーリングハウゼン、オルペ、レムブリングハウゼン、シェダーベルゲ、シェーダーグルント、シューレン、シュテッセ、シュトックハウゼン、フェリングハウゼン、ヴィスベック、ヴァレン、ヴェールシュターペル、ヴェネメン、ヴィントホイザー、ヴルシュテルン。

### 気候
一般にメシェデはヴェストファーレン南東部がそうであるように海洋性気候から大陸性気候への移行部に位置している。このため夏は、一部は湿潤で涼しく、一部は乾燥して暖かい。山地（海抜 230 - 632 m）であるにもかかわらず最高気温は 38 ℃を記録しており、最低気温は、谷間の場所では -15 ℃を下回ることも珍しくない。一年を通してしばしば降水があり、山の北のダムには集中的に降る。本市はロタール山地の北西端に位置しており、平均年間降水量は約 1000 mm である。冬季にはかなりの量の積雪が見られる。その深さは 50 cm 程度となる。嵐の報告も歴史上よく記録されている。ヘネ湖の建設は、19世紀にホーホザウアーラントの雪解け水のために起こる洪水に本市が頻繁に襲われたことに由来する。深刻な嵐は、たとえば1969年、1997年、2001年、2006年、2007年の6月と8月に起き、一部は甚大な洪水を引き起こした。

## 歴史

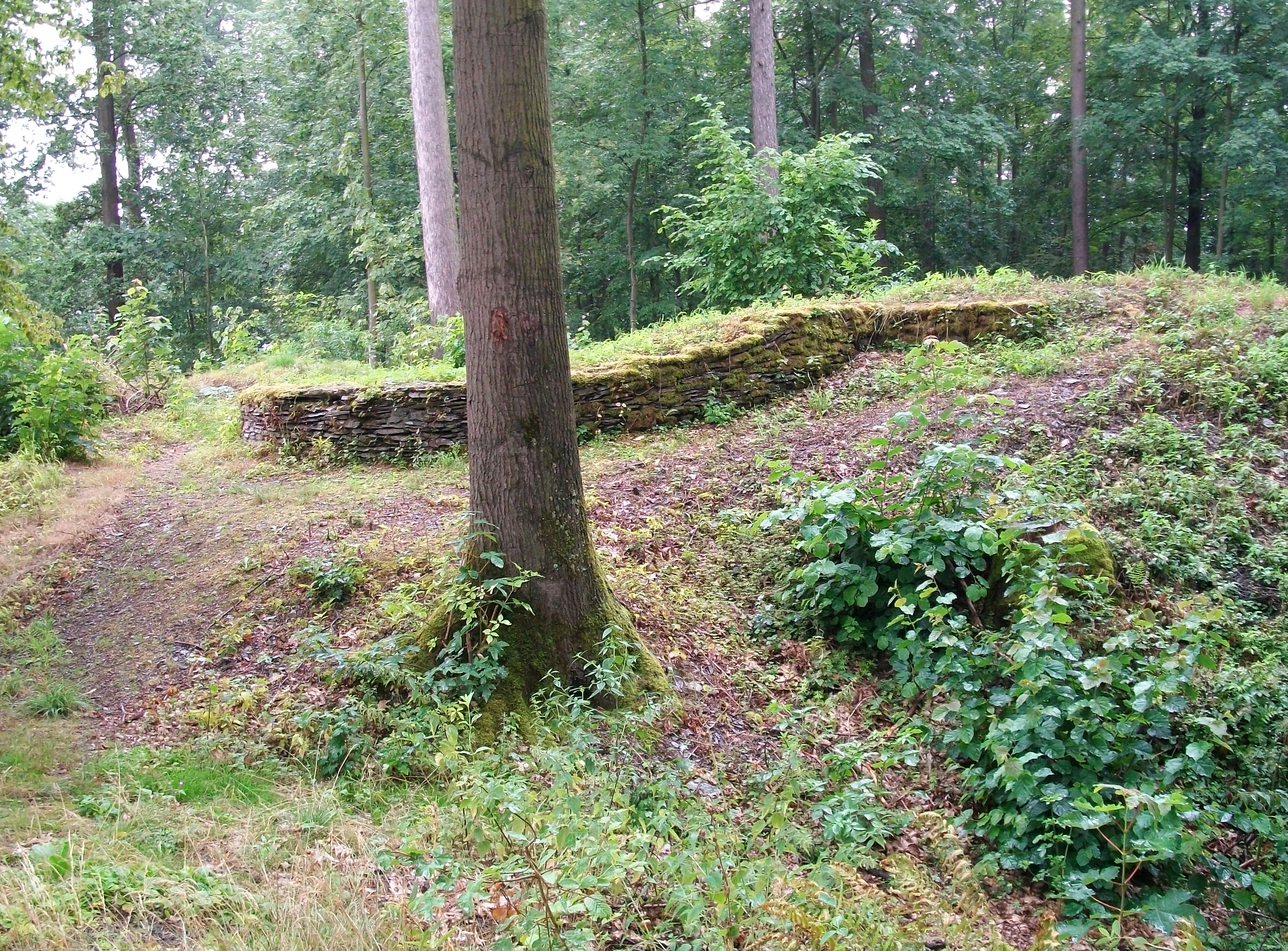
ヒューネンブルクの出丸の壁跡

### メシェデの起源
エンステ市区の新しい産業地区で、2014年の建設工事によって、ローマ時代以前の鉄器時代の農民集落跡が発見された。本格的なメシェデの歴史は8世紀から9世紀にまで遡る。この頃、市の中心部から約 1.5 km 離れた場所にカロリング朝時代の土塁城砦ヒューネンブルクがあった。フランク人の統治下でこの城は特に避難城砦として用いられたが、ザクセン戦争の戦闘後は権力のシンボルとしても記録されている。この城は戦術的に建設されており、この中低山地で交差する2つの街道の近くにあった。この中世の街道が交差する地点に、やはり9世紀にエムヒルディスによって貴族のための女子修道院が設けられた。その守護聖人は聖ヴァルブルガであった。エムヒルディス自身がその初代女子修道院長となった。修道院教会の最初の建物は明らかにカロリング朝時代に建設された十字型のバシリカ教会であった。この教会の遺構として西塔（900年頃）と地下聖堂が現存している。この修道院は18世紀に世俗化された。

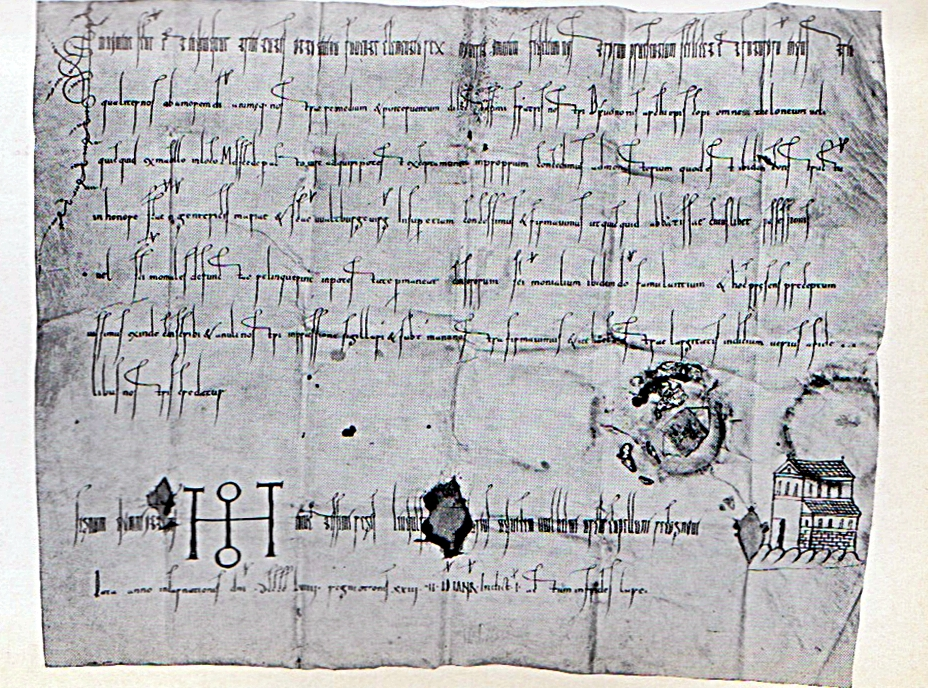
メシェデについて記載された959年の王の文書

修道院による入植で10世紀にはすでに集落が繁栄し、メシェデの名前が初めて文献に登場してから約40年後の958年にオットー1世が市場開催権と関税権を授けた。その後修道院はその所有地を拡大し、ヴェストファーレンで最も豊かで大きな土地所有者の1つとなったが、強大なアルンスベルク伯の支配下に置かれていた。
メシェデには早くから教会区が設けられていた。その集落は女子修道院から100 m 程しか離れていない「イム・レベル」通り付近にあった。「マリエ・ヒンメルファールト・エト・ザンクト・ヨハニ」教会（聖マリア被昇天および聖ヨハネ教会）がメシェデおよびメシェデ＝ラントの教区教会であった。修道院の世俗化に伴い、教会は学校に転用され、その後完全に解体された。その洗礼盤が現在聖ヴァルブルガ教会に遺されている。さらに中世初期にはクラウゼンベルクにミヒャエリス礼拝堂があった。この宗教建造物は10世紀からこの街の高台に建っていたが、現在は遺されていない。

### 修道院からの解放
メシェデの現在の市域では、13世紀にアルンスベルク伯による2つの計画入植地に入植が行われた: エーヴァースベルクとグレーヴェンシュタインである。これら2つの都市権を有する入植地によって、隣接するケルン選帝侯領に対するアルンスベルクの防壁および国境防衛が形成された。メシェデは修道院とケルン対策を背景に、「都市」特権は得られなかったものの、1457年に自由権を獲得した。1581年の市庁舎建設はメシェデの市民階級のさらなる発展を示している。三十年戦争の影響をメシェデも免れることはできなかった。聖ヴァルブルガ教会も巻き添えとなり損傷した、17世紀にはメシェデの人口は約600人となった。18世紀初めには織工ツンフトの存在が証明されているが、この世紀の終わり頃には赤痢がこの街を何度も襲った。

### 18世紀から19世紀のメシェデ
メシェデの発展は、1819年にメシェデ郡の郡庁所在地になったことで始まった。それ以前は短期間ではあるが、ヘッセン領に属していた。1835年のプロイセンの市町村令に基づき、1837年に初めて9人の都市行政官が選出された。この頃のメシェデの人口は約1,750人であった。最初の工業・産業設備は主にルール川やヘネ川沿いに造られた、工具工場、織布企業、靴型工場であった。1815年頃のメシェデの集落構成の奥深くまで到達するケルン＝ミンデン街道の拡充に加えて、メシェデを通るオーベーレ・ルールタール鉄道の建設によって1871年から鉄道でも往来できるようになったことで、さらなる経済発展がもたらされた。1899年のメシェデの人口は約3,000人であった。

### 工業化と第一次世界大戦
ホンゼル＝ヴェルケの進出は本市に工業都市への飛躍をもたらした。本市は定期的にルール川とヘネ川の洪水に遭った。所によって水の高さはメートル単位となり、道路を水が流れた。1901年からヘネタール堰の建設が始まり、1905年に完成した。これによりメシェデの恐ろしい問題である洪水は見かけ上解消された。しかし1927年の洪水は、ヘネタール堰でも制御できなかった。水はダムを乗り越えていった。
第一次世界大戦中、市の北部に大規模な戦争捕虜収容所が建設された。その証拠は現在も、メシェデ北部の何本かの通りの配置や「ランガーシュトラーセ」（直訳すると「収容所通り」）という通りの名前に残っている。
元々4,500人ほどだったメシェデの人口は、大戦間の時代にさらに増加した。家屋はみるみるうちに斜面を登り、ルールタールから離れていった。
人口の増加はホンゼル＝ヴェルクの拡大と結びついていた。元々アルミニウム屑の再生工場として創設されたのだが、第二次世界大戦前にはすでにドイツ国防軍の増強に伴ってドイツ最大級のアルミニウム鋳造所の1つに発展した。この支社は戦争で破壊された後にも優先的に復興され、ホンゼル＝ヴェルクは比較的早い時期に、アルミニウム部門のドイツ最大の注文鋳造所となり、長年家族経営企業として存続した。
発展の結果内市街に新しいオフィスビルが建設され、いくつかの遺っていた古い木組み建築はその場所を譲らなければならなかった。

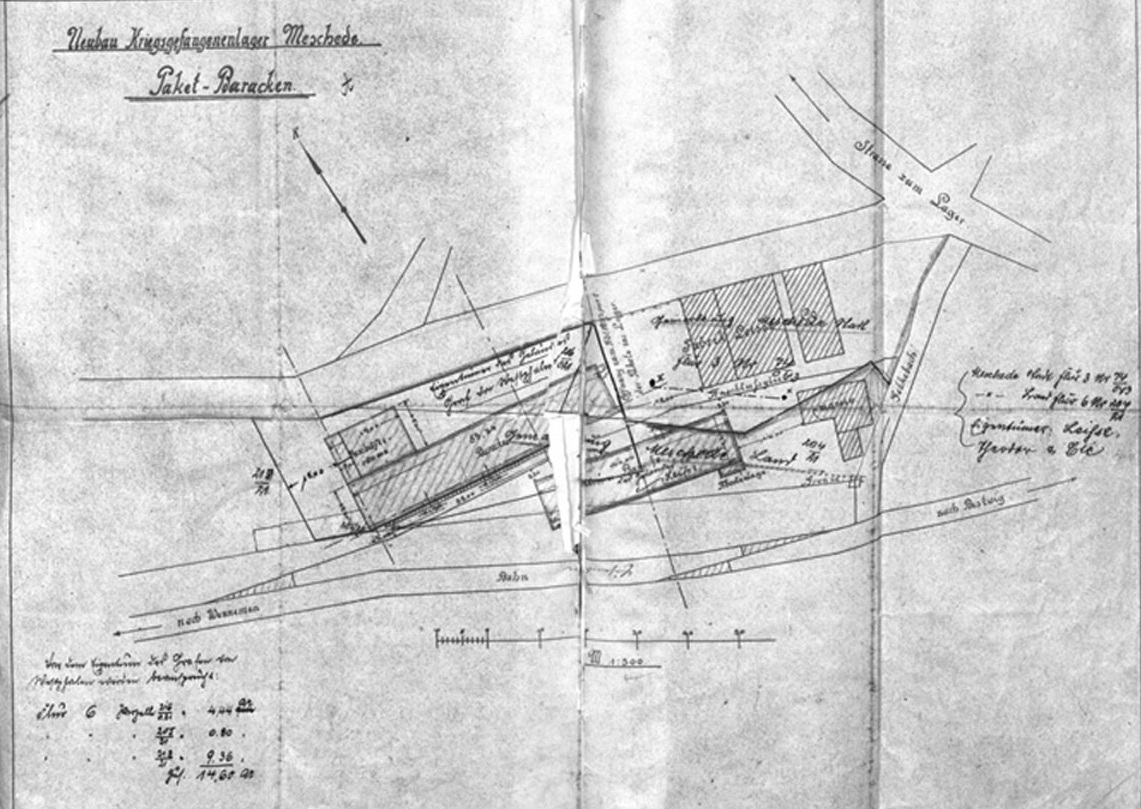
メシェデの戦争捕虜収容所地図

### 国家社会主義と第二次世界大戦
1933年の国家社会主義者の権力掌握により、メシェデでも「強制的同一化」がなされた。1938年のユダヤ人排斥運動（水晶の夜）にシナゴーグは親衛隊員によってひどく毀損され、1945年の空襲により破壊された。市の拡大はさらに進み、ホンゼル＝ヴェルクは従業員を約3,000人雇用するまでになった。1940年当時のメシェデの人口は7,500人であった。その直後に、強制労働のためにメシェデに送致された1000人以上が加わった。強制労働者は 480人がホンゼル＝ヴェルクのためにシュッツェン通り収容所に、380人がハインリヒスタールのヴィルヘルム・フォン・ハーゲン収容所に収容された。1943年5月17日のメーネ堰とエーダータール堰の爆撃でメシェデも洪水に襲われた。ヘネ堰に対する攻撃を恐れて「洪水時の避難路」と書かれたポスターが掲げられた。同様の文言は、1960年代になっても壁に見ることができた。

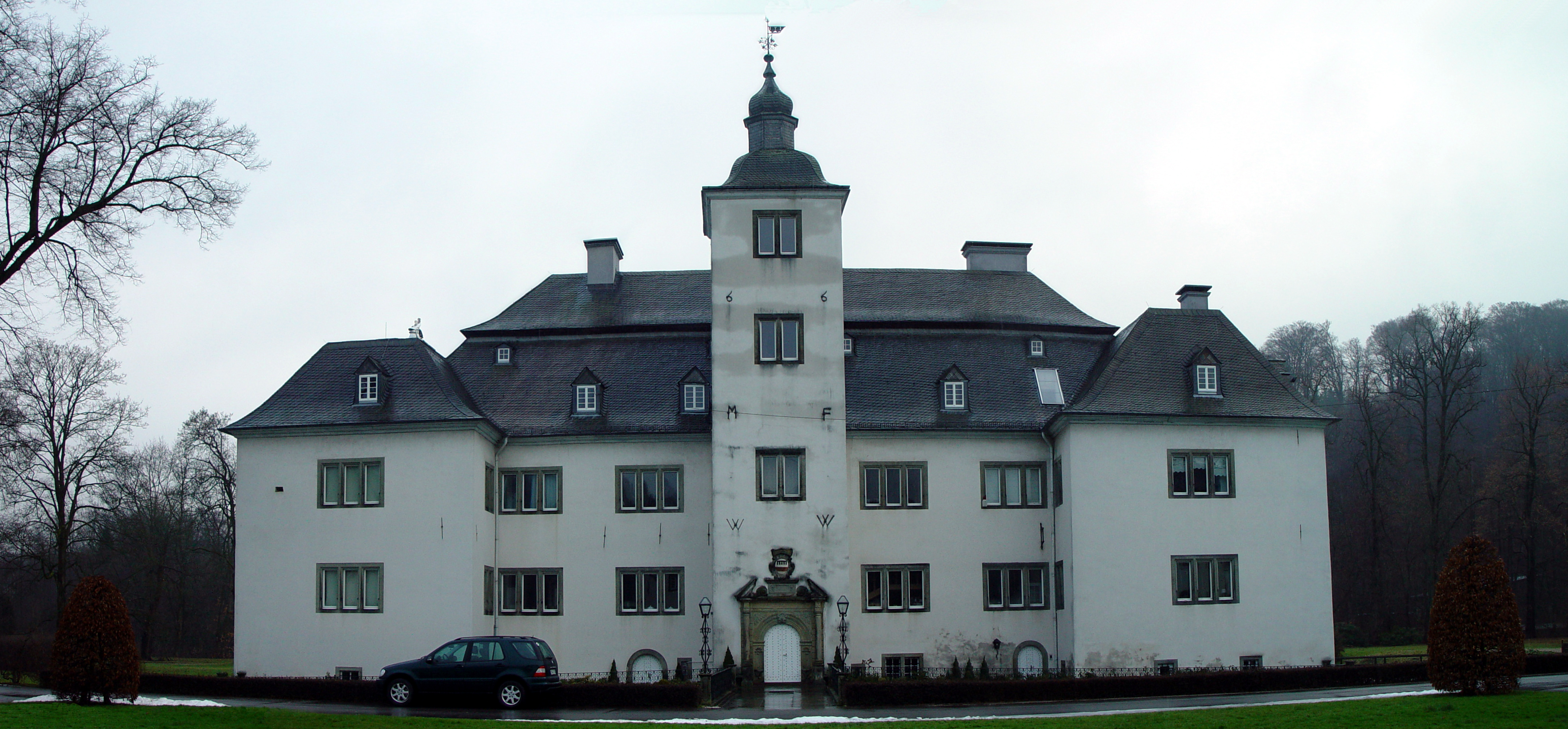
ラール城

ラール城は1944年10月から V2-ロケットを管轄する軍事司令部の所有となった。メシェデ近郊に発射台の建設が始まったが、連合軍が進軍してきたことで実戦に使用することはできなかった。
それまで単発の爆撃が行われていたが、1944年10月22日の駅に対する初めての爆撃は違っていた。ドイツの軍需産業は国中に分散しており、武器生産工場の地下移転が行われていた。一方、輸送システムは攻撃しやすいまま放置されており、1944年秋には鉄道がアメリカ空軍の主要攻撃目標となった。メシェデを通る鉄道は当時複線で、輸送可能容量限界まで負荷がかかっており、一部では安全輸送量の限界を超えていた。西部戦線がこの地域の近くにまで後退したことで、この路線は絶えず低空飛行の戦闘爆撃機の攻撃に曝されるようになり、夜間にしか運行できなくなった。メシェデ駅もその攻撃目標の1つであったが、毎回 50 m から 100 m の誤差で攻撃に失敗していた。しかし駅周辺の家屋は繰り返し攻撃され、何度も人命が失われた。
アメリカ軍はメシェデの重要な軍需品組み立て工場を目標にして、全く性格の異なる攻撃を行った。新たな攻撃は単発の戦闘爆撃機ではなく、アメリカ第8空軍の B-24爆撃機 97機による攻撃であった。
1945年2月19日の日中3時半頃に連合軍の爆撃部隊が南東方向からこの街を攻撃した。200発の炸裂弾の他に、約2万発の焼夷弾が投下された。内市街は一面炎の海と化し、聖ヴァルブルガ教会の塔がその上に突き出していた。メシェデ住民の多くは周辺の野原に逃げ出し、そこから古いメシェデの最期を見つめた。この日の終わりに45人の犠牲者が供養され、内市街の多くの家屋が完全に破壊され、または甚大な損傷を負った。これに対してホンゼル＝ヴェルク、駅、V2-ロケット司令部が置かれていたホテル・バックスマンは被害を免れた。聖ヴァルブルガ教会も大きな損傷を受けなかった。消防団員がこの建物が失われることを許さず、炎と戦ったためであった。2月19日で多くのメシェデ住民には電気、ガス、水が供給されなくなった。爆撃機はすべての軍事目標を仕留め損ねたため、この街を攻撃目標リストに戻すと、連合軍は直ちに航空写真を撮影し、分析を行った。
9日後に新たな空爆が内市街に加えられた。今度はホンゼル＝ヴェルクが被害を受けた。駅とV2-司令部は無傷であった。攻撃を行ったのはアメリカ第8空軍の B-24爆撃機79機で、アメリカ空軍は攻撃目標を「メシェデのヘンシェル戦車プラント」と呼んでいた。
1945年3月22日、国防軍部隊が帝国道路 55号線のエーヴァースベルク分岐点で80人のソヴィエト強制労働者を大量殺戮した。その翌日、B-17爆撃機19機が戦略爆撃として最後の空爆を行った。これによりホンゼル＝ヴェルクは完全に破壊され、駅はついに損傷し、市の西部の住宅地も被害を受けた。メシェデの市長は3月28日にヴェアヴォルフの司令官によって殺害された。組織は「ヴェアヴォルフ＝ラジオ」でこの事実を報道した。
アメリカ軍によるメシェデ占領は、「ささやかな抵抗」のため1日半かかった。占領作戦は、4月7日にフォーゲルザンクのドイツ砲撃陣地に対する空爆で始まり、4月8日に国防軍と国民突撃隊の機関銃兵、狙撃兵を含む部隊やシュルテンカンプに据えられた高射砲が侵攻するアメリカ軍に対して攻撃を加えた。ハインリヒスタールの戦車バリケードが爆破された事で、国防軍はルール川の橋を爆破して退却し、攻撃が止んだ。アメリカ軍は4月8日の夕方に街に入った。しかし翌日も銃撃がなされた。アメリカ軍の軍中記の筆者は4月9日に「街中でドンパチ、いまだ掃討中」あるいは「メシェデを通過（ここでは歩兵が街の高台でドイツ歩兵の一団を掃討しているのを見た）」としている。橋の爆破は、メシェデでは全く無駄であった。この街の場所では馬車やオフロード走行可能な軍用車輌がルール川を渡ることが可能なことは明らかであった。

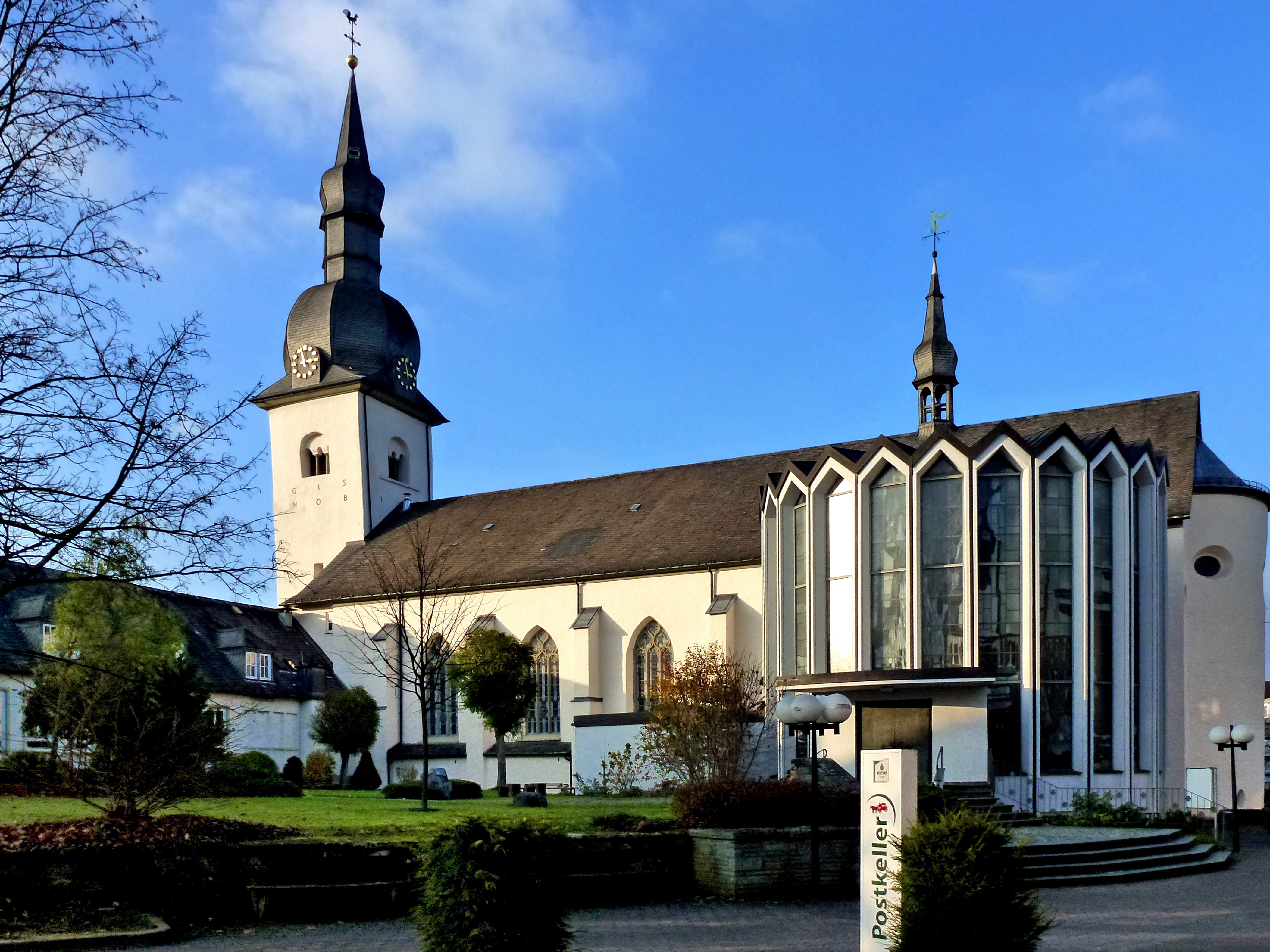
聖ヴァルブルガ教会（2013年）

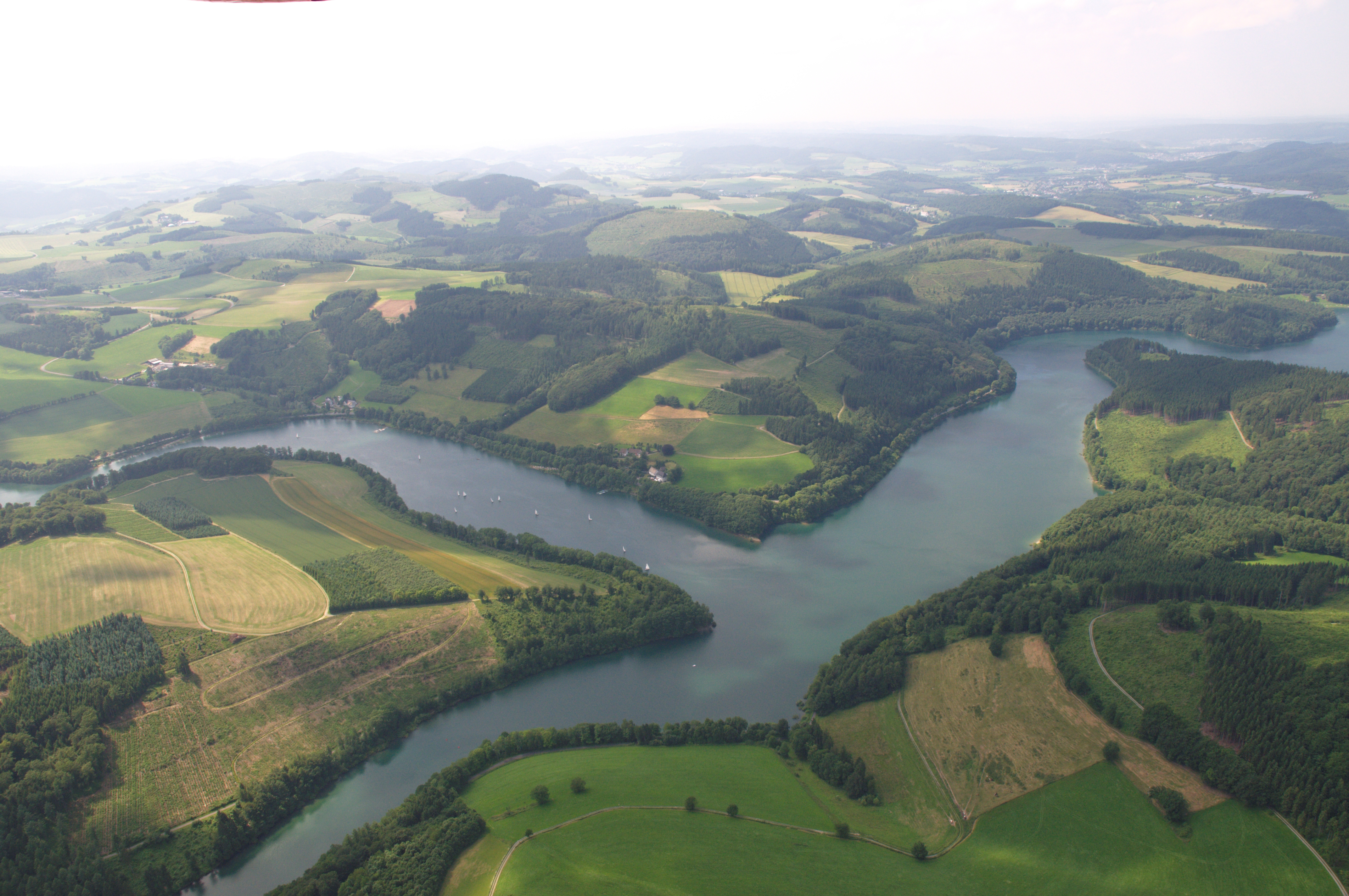
ヘネ湖

### 復興
戦後数年間は、総じて貧困と苦難に覆われた。メシェデの具体的な再建計画は早くも1945年に立案された。道路の直線化と洪水に備えて内市街を嵩上げすることが盛り込まれたが、一方で市庁舎は中央交差点からルール川河畔に移転されることとなった。内市街の交差点拡幅のために聖ヴァルブルガ教会を犠牲にする計画は、当時の司祭キュンスティングが上級官庁に大胆な干渉を行ったことで阻止された。街は、旧ドイツ東部領土から追放された人々の流入によって北および南東方向に拡大した。1955年に人口が12,500人に達した。この頃、聖ヴァルブルガ教会の歴史的な塔に屋根が取り付けられ、最もひどい戦争の傷跡が解消された。しかし、戦争の影響に起因する建物の建っていない空き地が現在もまだ中央部に残っていた。1950年代半ばに「新たな」ヘネ湖が完成した。古いダムは底部が浸食されたため1948年に機能停止し、200 m 上流にダムが建設されたのである。これにより貯水量は 1100万 m3 から約 3900万m3 に増加した。1959年には1000年祭が祝われ、市庁舎も完成した。メシェデは1960年代にあらゆる方向に向かって拡張した。1961年にエーヴァースベルク栄誉墓地が聖別された。1964年には街の北側の高台にベネディクト会修道院の平和教会が完成した。この建物は現在、聖ヴァルブルガ教会や郡庁舎とともにこの街の最も印象的な建物の1つとなっている。1970年に連邦全土の注目を集めた天然痘の流行がメシェデで起こり、4人が死亡した。

### 現代の市の発展
1970年代の初めに、市の北部では広い土地に多層階集合住宅が建てられた「ガルテンシュタット」（「ガーデンシティー」提唱者が唱えた本来の古典的な田園都市ではない）が建設され、市の南部では広い住宅地が建設された。ここには新しい学校や役所が建設された。1987年に業務を開始した郡庁舎もここにある。
1970年から始まった中核市区の近代化は、新たなメシェデの歴史にとって重要なプロジェクトであった。このプロジェクトが数多くの不都合を解消すると期待された: 内市街地域の産業定着、いくつかの通りの見通しの悪さ、建物不足、しかし何よりも特に連邦中で有名な「渋滞の」メシェデを解消しなければならなかった。1982年にアントニウス橋が完成し、連邦道 B55号線の移転が始まった。ルール川に別の橋が建設され、内市街の慢性的な渋滞の一因であった鉄道踏切が閉鎖され、ルール通りは歩行者専用道に変更された。
中核市区の南を通る4車線のバイパス道路は1987年までに2段階で完成した。シュティフツセンターは1984年に売店を有する駐車場としてオープンした。1980年にはメシェデ貯蓄銀行の新たな本店が開行し、同年その隣に市立ホールが完成した。カイザー＝オットー広場は1991年に歩行者専用区域になった。内市街環状道が完成したことで、1998年に内市街の近代化は完了した。多くの商店や工業系企業が「エンステ」工業地域に移転した。近代化により、市街地内部の質は大きく価値を高め、1950年代のみすぼらしい建物は取り壊された。近年、内市街の数多くの新しい建物が建設された。多くの古い住居と新しいオフィスビルが並んでいる。職業安定所の建設と聖ヴァルブルガ教会の修復により内市街の発展は収束した。2000年から新たな住宅地が設けられ、市の北西部のハインベルクや南東部が開発されている。
2000年から2005年の計画は、ドイツ鉄道のエリアに集中した。ここは過去20年間にますます撤退が増えていた。何年にもわたる困難な計画期間を経て、2008年に「バーンシーネ・ヴェスト」と呼ばれる工事が始まり、一部が完了している。
この他に、市庁舎周辺地域の開発が行われた。オフィスビルが建設され、服飾店やルール川を眺められるレストランが定着した。現在、「レギオナーレ 2013」に基づき、メシェデ市、特にその中核市区の都市開発計画が策定されている。「Wissen, Wasser, Wandel – eine Hochschulstadt am Fluss」（知識、水、散策 - 川縁の大学都市）のモットーの下、ルール川やヘネ川とメシェデとの結びつきは強固となり、大学都市の性格が促進されている。特に、1960年代に内市街のヘネ川の上に施された、現代の視点から見ると美的でないコンクリートの蓋である「ヘネデッケル」を撤去し、河畔地区を形成することでメシェデにおける滞在の質の向上に結びつける計画は、メシェデに対する「レギオナーレ2013」の幅広い同意と支援を引き出している。

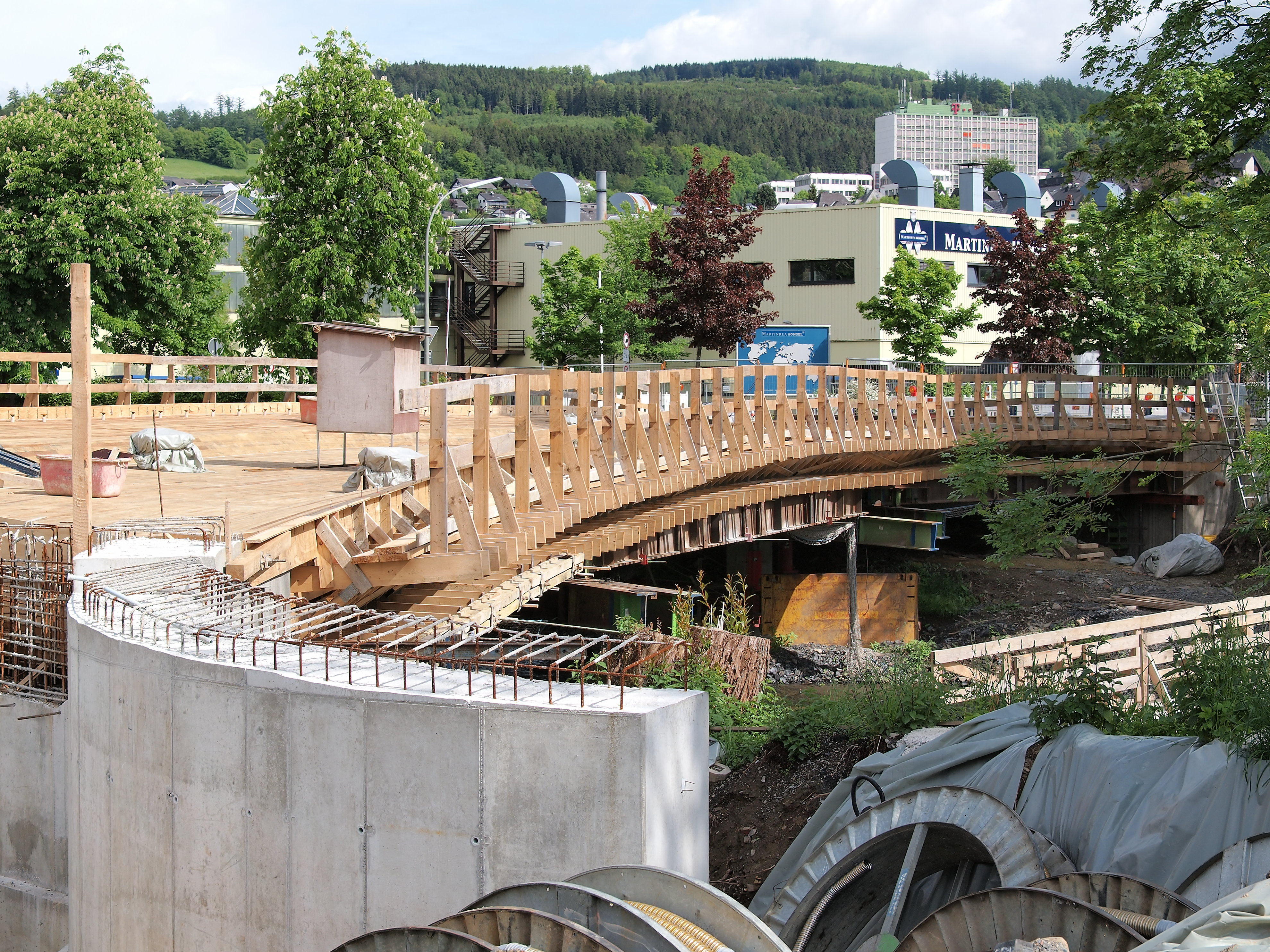
ヨハネス橋の建設の様子

2013年夏にヘネ川の解放が完了し、これにより街の風景は大きく変貌した。さらに、内市街の東側にルール川を渡る新しい橋ヨハネス橋が架けられた。これはかなり以前に始まった東部環状線を完成させ、コルピング通りを経由の主要交通路をなすものである。ヴィンツィガー広場は交通量の少ない制限時速30 km ゾーンとなった。ルール橋も2014年まで、包括的で緊急に必要な修繕を行うために遮断された。この他に、かつて百貨店が入居していた市立ホールの建物に投資する人物が現れたことが発表された。この投資家は大規模な改築を行い、「メシェデ・センター」を構築する計画を有していた。その完成は2014年秋の計画であった。

### 市町村合併
市町村再編に伴い、1975年1月1日、アルンスベルク郡、ブリーロン郡、メシェデ郡が合併してホーホザウアーラント郡が成立し、メシェデはその郡庁所在地となった。本市は、その同日に、それまで独立した町村であったカレ、エーヴァースベルク、フライエノール、グレーヴェンシュタイン、メシェデ＝ラント、ラムプリングハウゼン、ヴィスベックが合併して拡大した。旧ハルプリングハウゼンとライステの一部、人口100人強がこれに加わった。人口は32,000人強となった。

## 住民

### 人口推移
1818年から1939年までメシェデの人口は直線的に増加した。この間に人口は6,497人から15,489人にまで増加した。1939年から1970年までの30年間で人口はおおむね倍増し、31,533人となった。その後1998年まで人口は微増の32,764人となった。2002年以後メシェデの人口は減少に転じた。
2017年6月30日現在（市の統計による）の人口は30,439人で、このうち女性が15,354人、男性が15,085人である。メシェデ中核市区には15,066人が住んでいる。

### 宗教
1803年までケルン大司教が領主となっていたケルン選帝侯領ザウアーラント全域はカトリックが主流である。2011年に人口の過半数約 65.2 % がカトリック、13.6 % が福音主義、21.2 % が他の宗教または無宗教である。

## 行政

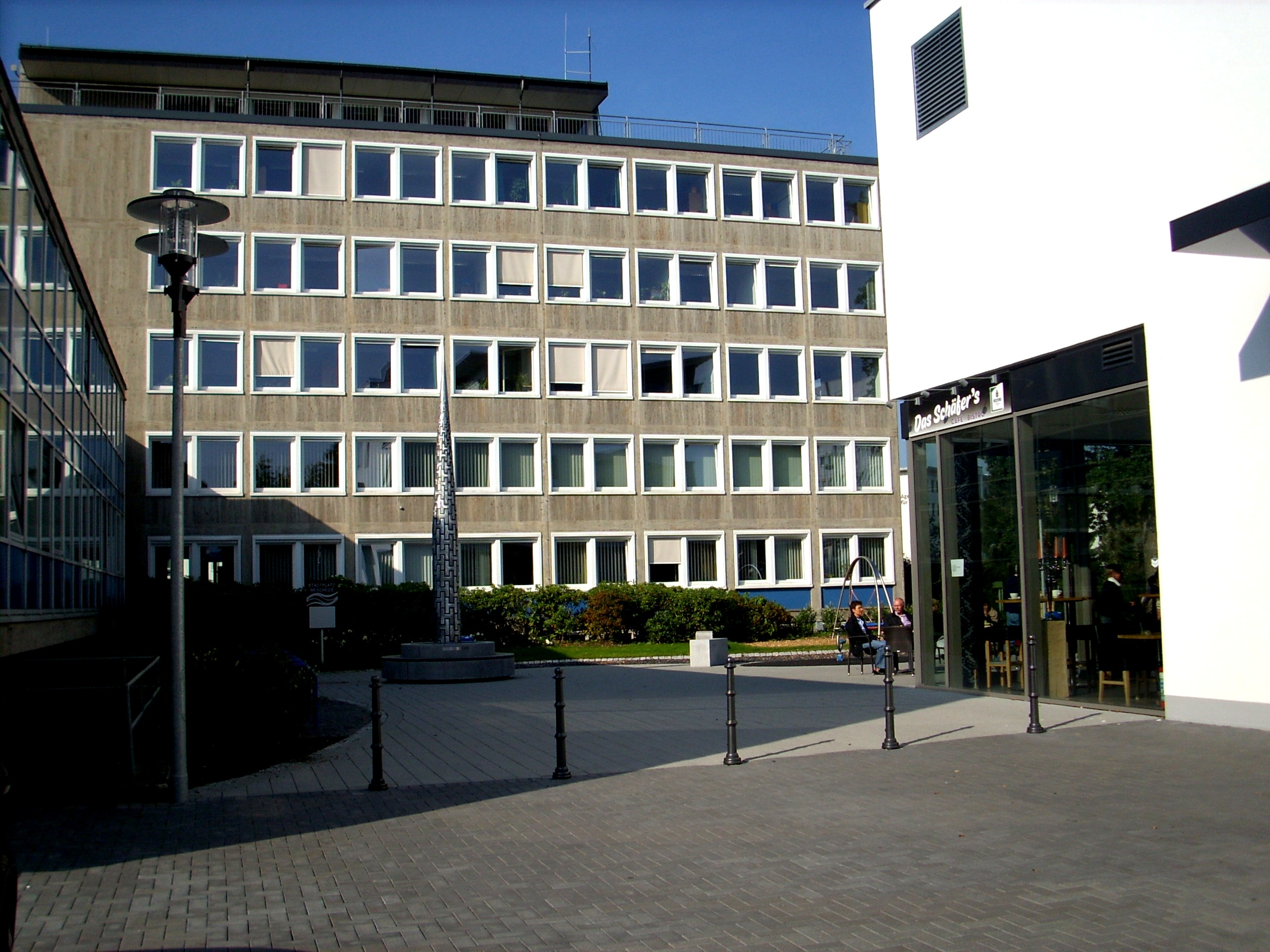
メシェデ市庁舎

### 市議会
2014年の市議会選挙以降、メシェデの市議会は38議席で構成されている。

### 市長
メシェデ市の市長はクリストフ・ヴェーバー (CDU) である。ヴェーバーは2015年の選挙で 55.2 % の票を獲得してメシェデ市の新たな市長に選出された。
市町村再編が行われた1975年以降の市長を列記する:
- 1975年 - 1998年: フランツ・シュタールメッケ (CDU)
- 1998年 - 1999年: ブルーノ・ポイス (CDU)
- 1999年 - 2015年: ハンス＝ウルリヒ・ヘス (CDU)
- 2015年 - : クリストフ・ヴェーバー (CDU)

### 姉妹都市
メシェデ市は以下の都市と姉妹都市協定を結んでいる。
- ル・ピュイ＝アン＝ヴレ（フランス、オート＝ロワール県）1965年10月30日
- クソルル（フランス語版、英語版）（フランス、ノール県）

クソルルとの姉妹都市関係は、1975年の市町村合併以前にフライエノールが締結したものをメシェデ市が引き継いだ。
メシェデは1956年6月10日にポーランドの旧シレジアの都市ビンスコに対する援助協定を締結した。この援助協定を介して、ビンスコの住民が多く移り住んだノイフラウエンホーフェンと密接な交流が発展したが、公式な姉妹都市協定は結ばれていない。

### 紋章
図柄: 青地と銀地に左右二分割。向かって左は赤い舌を出した銀の鷲。向かって右は端まで貫く黒十字。
解説: 鷲はかつてアルンスベルク伯領に属していたことを、ケルン選帝侯の十字はケルン選帝侯領に属していたことを示している。新しい市メシェデは、1975年に旧メシェデ市の紋章を使用することとした。公的な認可は1976年6月30日になされた。

## 文化と見所

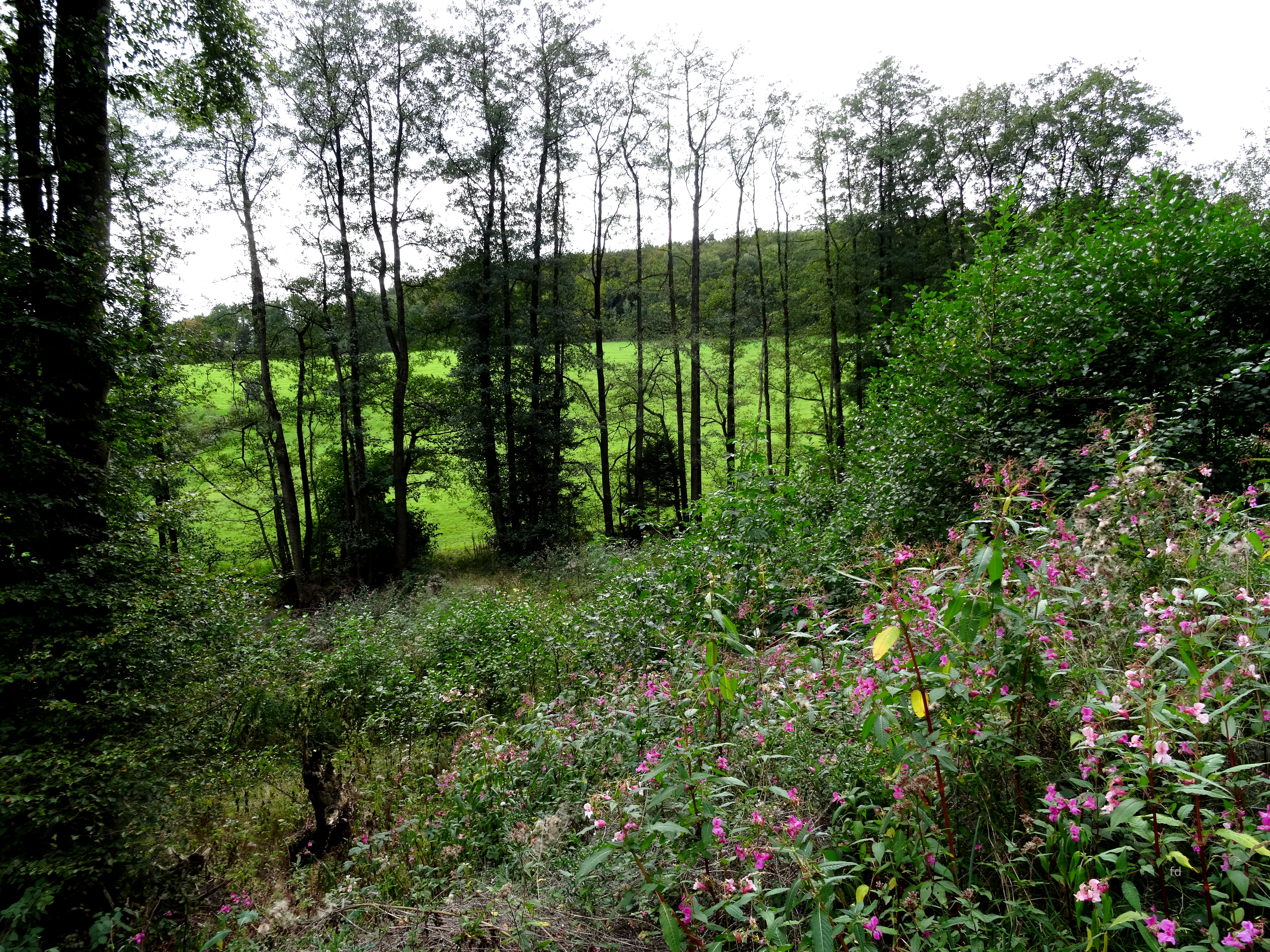
クライネス・シュタインメッケタール自然保護区

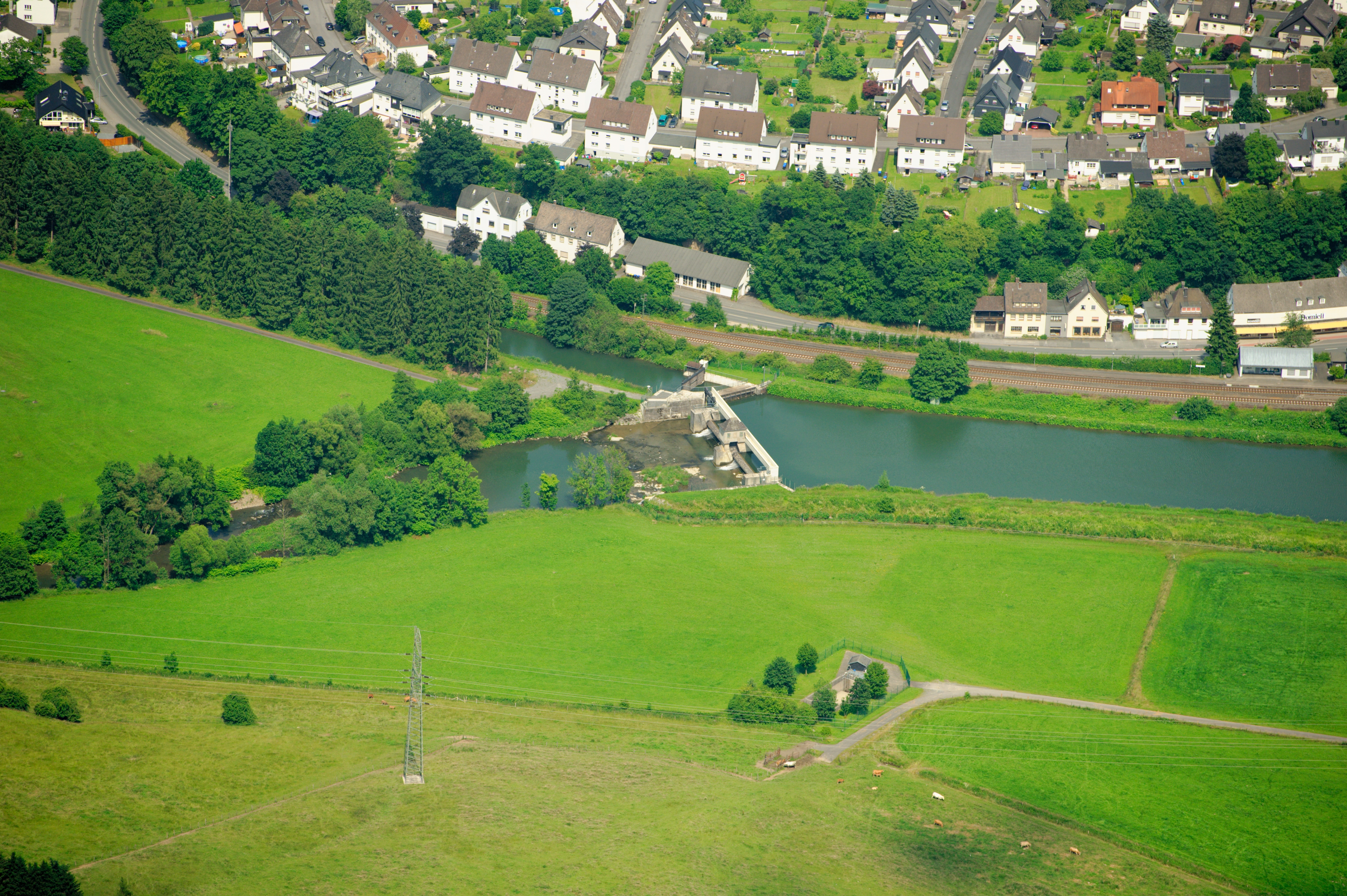
ルール・バイ・フライエノール自然保護区

### 自然保護
1994年以降メシェデの市域には景観計画が存在する。その中で、建物が建設された地区や建設計画の適用地区以外の土地は、自然保護区 (NSG) などの上位の保護状態にない限り景観保護区に指定すると定められている。
本市には、0.5 ha から 160.7 ha の合計 55の自然保護区がある。アルンスベルクの森自然保護区の一部など、6つの領域が欧州保護指令（FFH-地区）に指定されている。多くのFFH-地区はその一部が他の市町村域にまたがっている。
市内には67の自然文化財が存在する。自然文化財は古木や樹木群である。17の自然文化財は市区部に位置する。
市域内には、98の小さな保護景観要素がある。この他に多くの小さな保護ビオトープがあるが、これらは同時に他の保護カテゴリーにも登録されている。
市域の北部は1961年からアルンスベルクの森自然公園の一部に、ルール川の南側地域はザウアーラント＝ロタール山地自然公園の一部になっている。1964年から2015年まで市域南部はホマート自然公園の一部となっている。市域の建物が建っていない領域は、アルンスベルクの森自然公園とホマート自然公園が創設された1961年または1964年から景観保護区 (ドイツ語: Landschaftsschutzgebiet) に指定されている。景観保護計画地区には、102か所の景観保護区が存在する。市内には広い景観保護区であるタイプA景観保護区が1か所（メシェデ景観保護区）、小さな景観保護区であるタイプB景観保護区が51か所、草地の谷であるタイプC景観保護区が50か所ある。景観保護地区タイプ A では、特に建築物の造営や新たな植林、クリスマスツリー栽培の新設が禁じられる。タイプ Bでは、これに加えて緑地や休閑緑地の改変が禁止される。タイプ C ではさらに、緑地や休閑緑地の耕作地やその他の用途への転用が禁止される。12年間で最大2年の耕作利用が許可されるが、その際芝土を入れ替えることは禁止である。これは大きな保護改革である。
ナベコウやアカトビなどの大型鳥類が棲息している。

### 文化

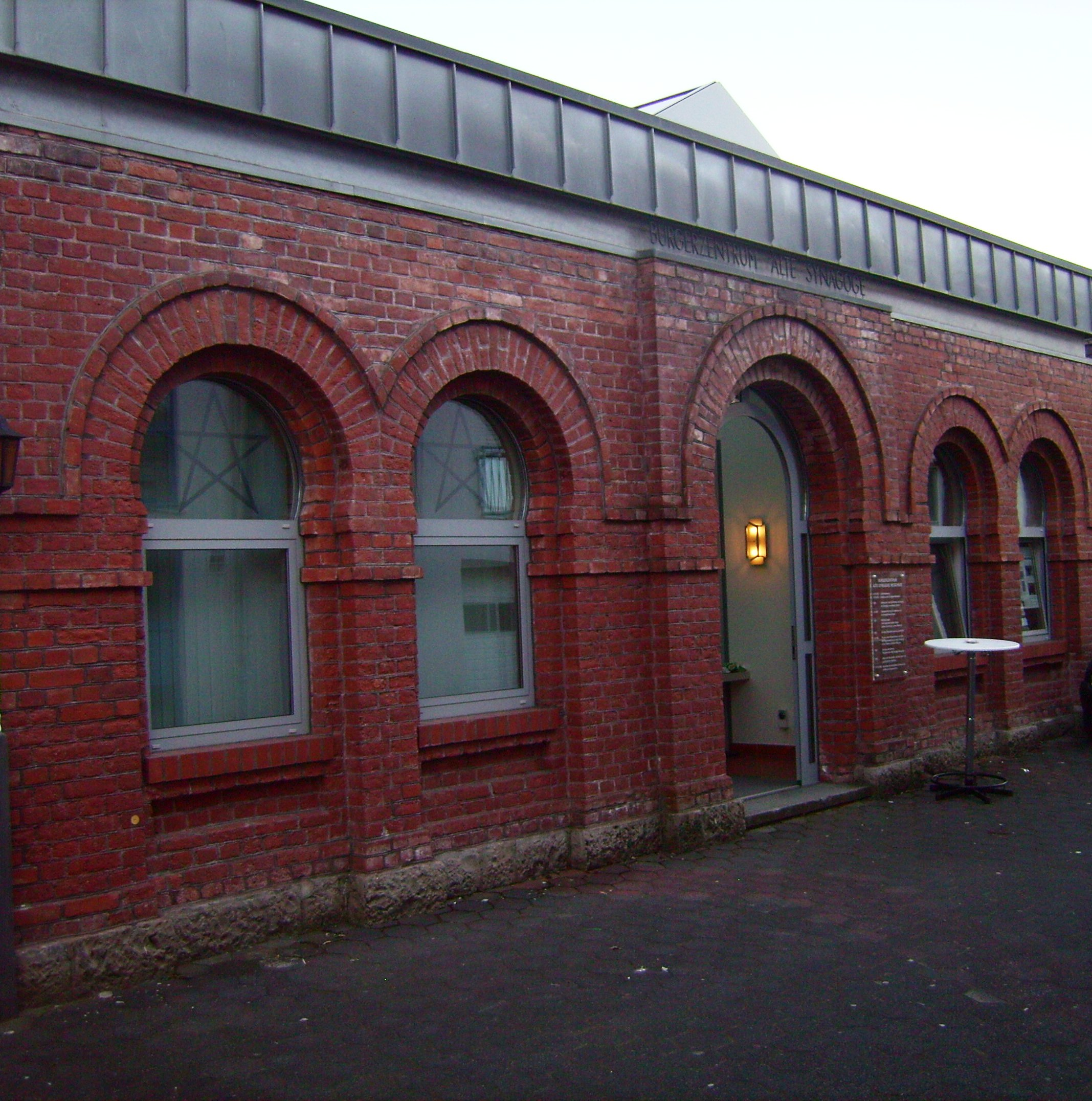
市民センター「アルテ・ジナゴーゲ」

あらゆる種類の文化イベントが市立ホールで開催される。小さな展覧会やコンサートは、1999年に開館した市民センター「アルテ・ジナゴーゲ」で開催される。この建物は1938年の排斥運動までシナゴーグとして使われており、戦後は家具工房となっていた。メシェデの教会では定期的にコンサートが上演されている。さらにメシェデには1928年に開館した小さな映画館がある。
1992年、鉱山町エーヴァーシュタットの750年祭を契機に演劇グループが発足した。このグループは2002年に「ブルクテアター・エーヴァースベルク」と称した。公演はシュロスベルクハレのステージで行われている。

### 音楽
ホーホザウアーラント郡の音楽学校は、ブラスバンドやシンフォニック・ブラスオーケストラを有している。音楽学校の他に数多くの音楽サークルがある。中核市区には、たとえば消防団音楽隊などがある。

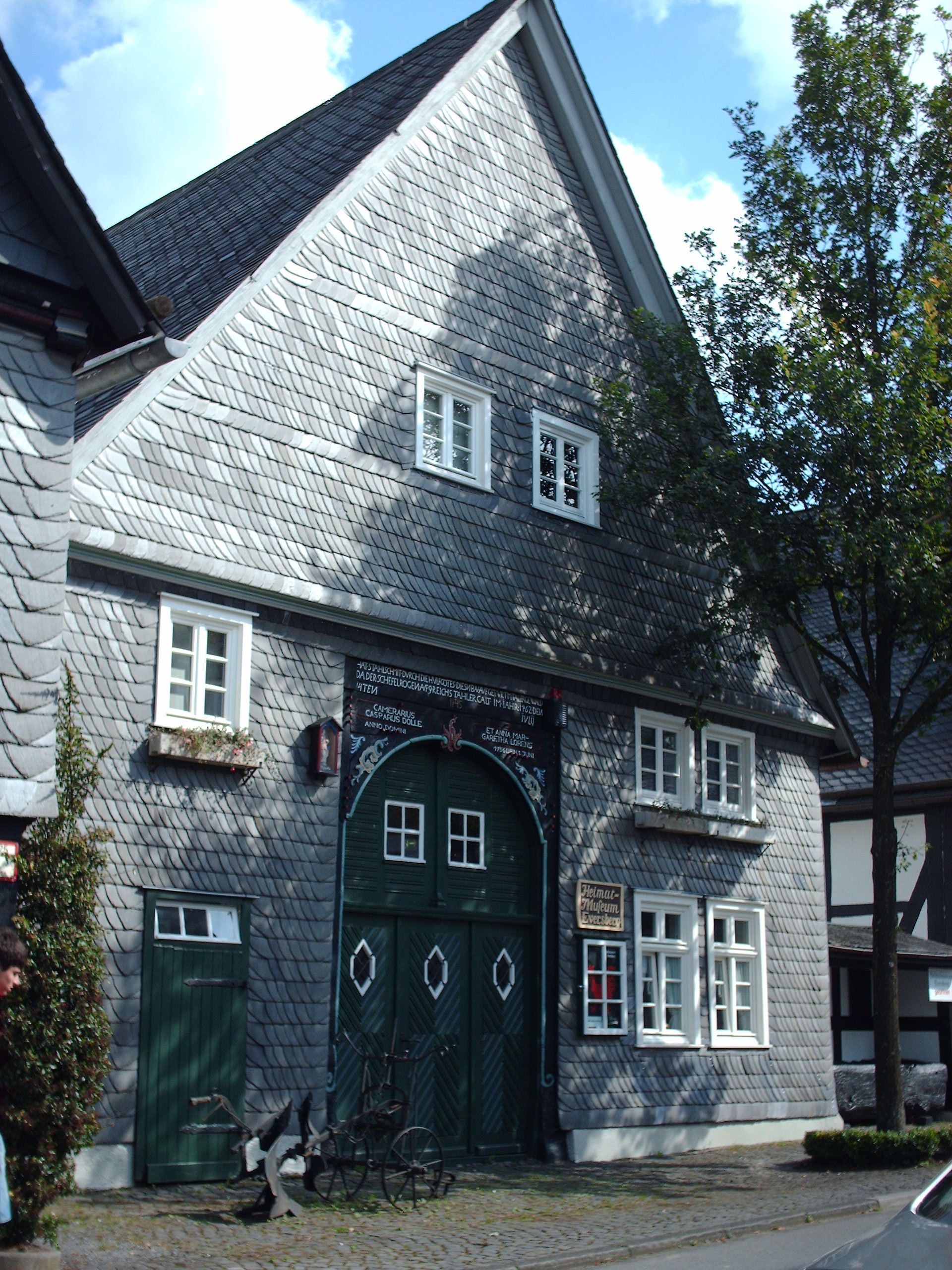
エーヴァースベルク郷土博物館

### 博物館
エーヴァースベルク地区には農民工芸・産業史、農業・文化発展博物館がある。

### 建築
中核市区の見応えある建造物としては、ケーニヒスミュンスター修道院、水城ラール城とその付属建造物、城から約600 m 西に位置するラール塔跡、メシェデの北西に位置する旧ガリレア修道院、ヒューネンブルク土塁がある。この他にメシェデ修道院の教区・修道院教会聖ヴァルブルガ教会、クラウスカペレの礼拝堂地下聖堂、メシェデのプルファー塔、旧シナゴーグ、1896年建造の旧郡庁舎（現在は区裁判所）、建築上興味深い新郡庁舎がる。
- ケーニヒスミュンスター修道院
- ラール塔跡
- 旧ガリレア修道院
- メシェデのプルファー塔
- メシェデ区裁判所（旧郡庁舎）

### 公園

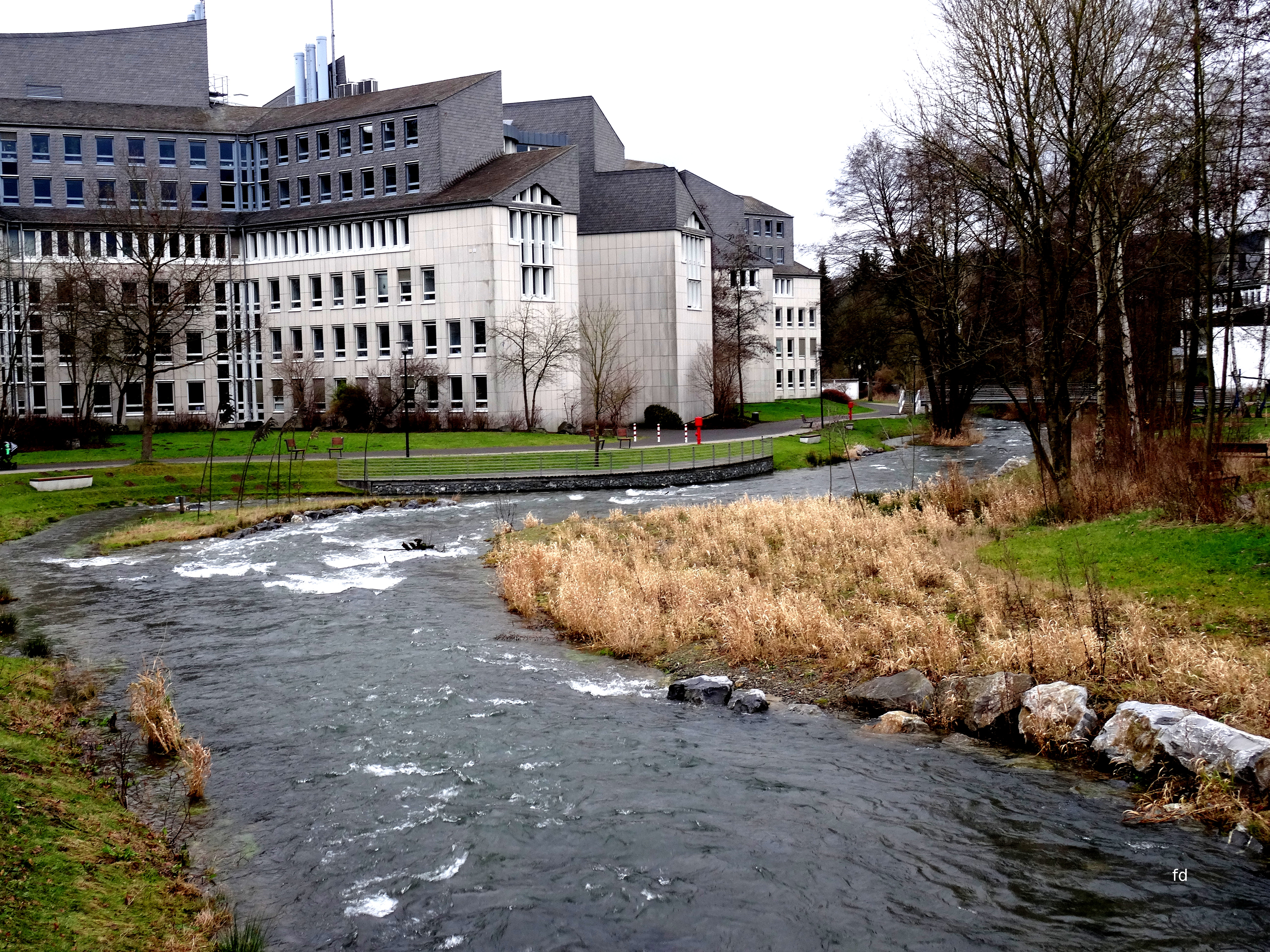
ヘネパーク

構造支援プログラム「レギオナーレ2013」の協力で、歩行者専用地区を持つ中核市区南側のヘネ川の川床に旧市立公園を含むヘネパークが造られた。小径やヘネ川を望む展望台の他に、いくつかの遊具もある。この公園はヘネ川の両岸に広がっており公園の北東を再自然化されたヘネ川が流れ、南西部ではヘネ川に直接触れることはできない。

### スポーツ
デュネフェルト・シュターディオンを含むスポーツセンターは、職業補習高等専門学校やアン・デア・ルール屋内・屋外プールの近くに位置している。メシェデには46のスポーツクラブがあり、バドミントン、サッカー、ハンドボール、格闘技、ヨット、水泳、体操などを楽しむことができる。
メシェデは2007年に、ドイツ・バスケットボール＝ブンデスリーガの4チームで戦われるヴェルティンス・バスケットボール・カップの開催地となった。

### メシェデのクラブ活動
メシェデでは活発なクラブ活動が行われている。メシェデには2つの射撃クラブがある。約525年の歴史を有する聖ゲオルクス射撃団とメシェデ北射撃団である。メシェデやその市区の多くの音楽クラブや合唱団が文化生活を形作っている。スポーツもこの街では活発で、たとえば多くのサッカークラブが存在している。最も古くから存在する釣りクラブ ASV ザウアーランディアの歴史は1938年にまで遡る。メシェデのスカウト団は1949年からこの街で活動している。団員数は約100人である。1976年から「ディー・ファルケン」青年同盟がある。この会は、1982年から青年センター・ロックカフェ（現在はコルピング通り18番地）を運営している。ドイツ赤十字、ドイツ人命救助協会、技術支援隊もメシェデに地域グループを有している。1991年からエスペラント＝クラブがある。ルーダークラブ・メシェデ（メシェデ漕艇クラブ、略号 RCM）は1966年に設立された。ベルクハウザー・ブフトのヘネ湖ボート庫は1975年9月19日に完成した。

### 年中行事
定期的に開催されるライブ音楽を伴うクナイペンネヒテンおよび夏のオープンエア、8月第3週末のイネンシュタットディナーの他に2つの射撃祭（毎年聖体の祝日に行われる聖ゲオルクス射撃祭、7月の第2週末に開催されるメシェデ北の射撃祭）、マイゾンターク、市祭などが開催される。スポーツ分野でも様々なイベントが開催される。たとえばヘネ湖トライアスロンや、市内あるいは体育館での大きなイベントがある。

### 名物食材・料理
1848年にまで遡る地元料理が、何ヶ月も熟成させたクノッヘンシンケンやケルンシンケン（ハムの一種）である。当時は、シンケンの塩蔵所や燻製所が中核市区にあった。1980年にオフィスや工場はエンステ地区に移転した。
「メシェダー・ヴィント」は、15 % の薬草リキュールである。

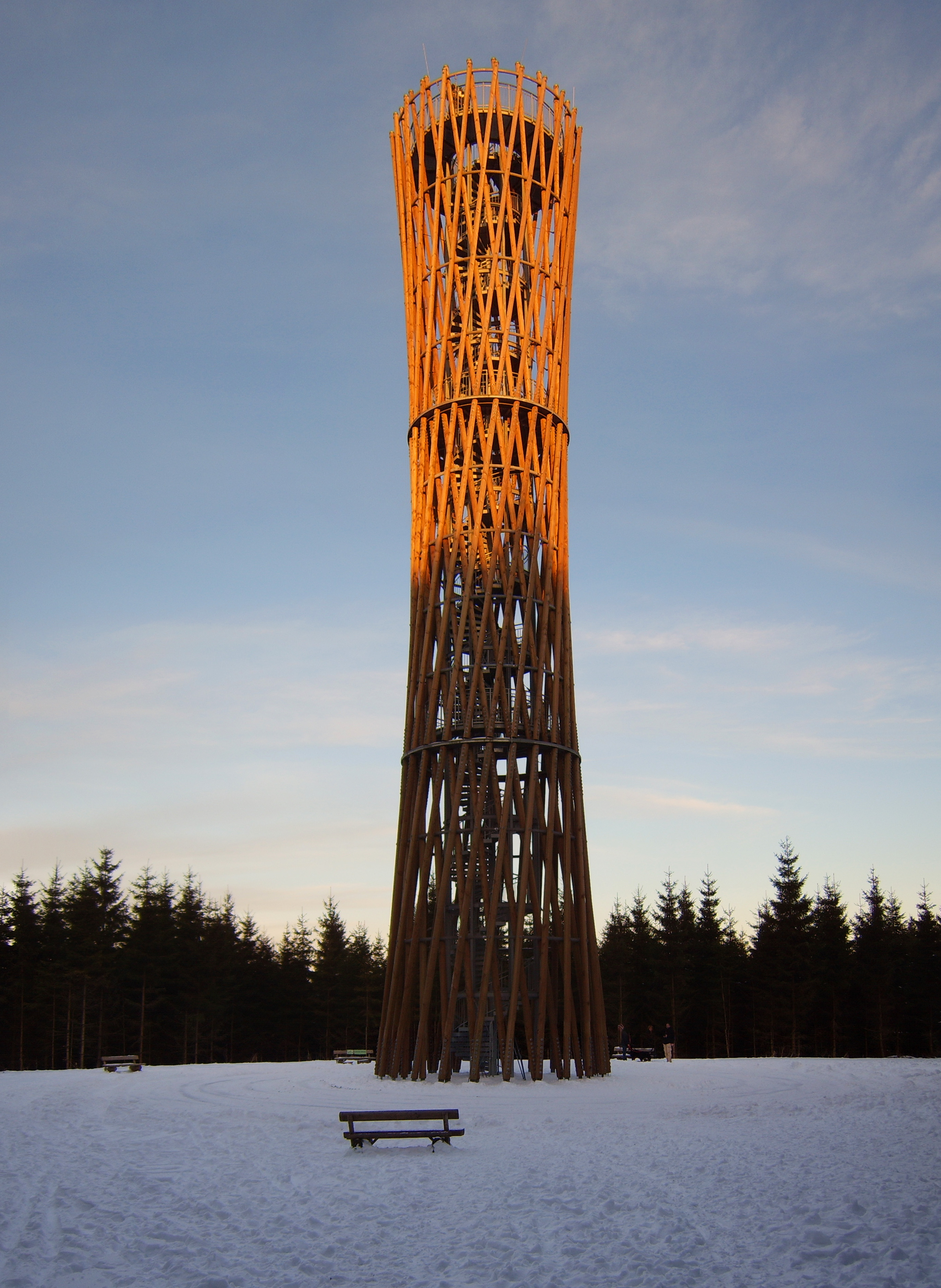
レルメッケ塔

### 観光
観光では、メシェデの中核市区近くにある広さ 213 ha の人工の堰止め湖であるヘネ湖が、水浴やモーターを持たないボートでの航行が人気である。
この他に人気なのが、2008年夏からメシェデ近郊アルンスベルクの森にあるレルメッケ塔である。これはメシェデ周辺を一望できる展望塔である。

### 墓地
メシェデには第二次世界大戦で亡くなった人を記念する栄誉墓地がある。ヴァルトフリートホーフ・フルメッケは、かつては第一次世界大戦中のメシェデの戦没者が埋葬された墓地であった。ここにはその後、第二次世界大戦の終戦直前にアルンスベルクの森で大量虐殺された犠牲者も葬られた。メシェデ・ユダヤ人墓地は中核市区とグレーヴェンシュタイン地区にある。この他にベルゲ、フライエノール、グレーヴェンシュタイン、レムプリングハウゼン、ヴェネメン、中核市区にも墓地がある。

## 経済と社会資本

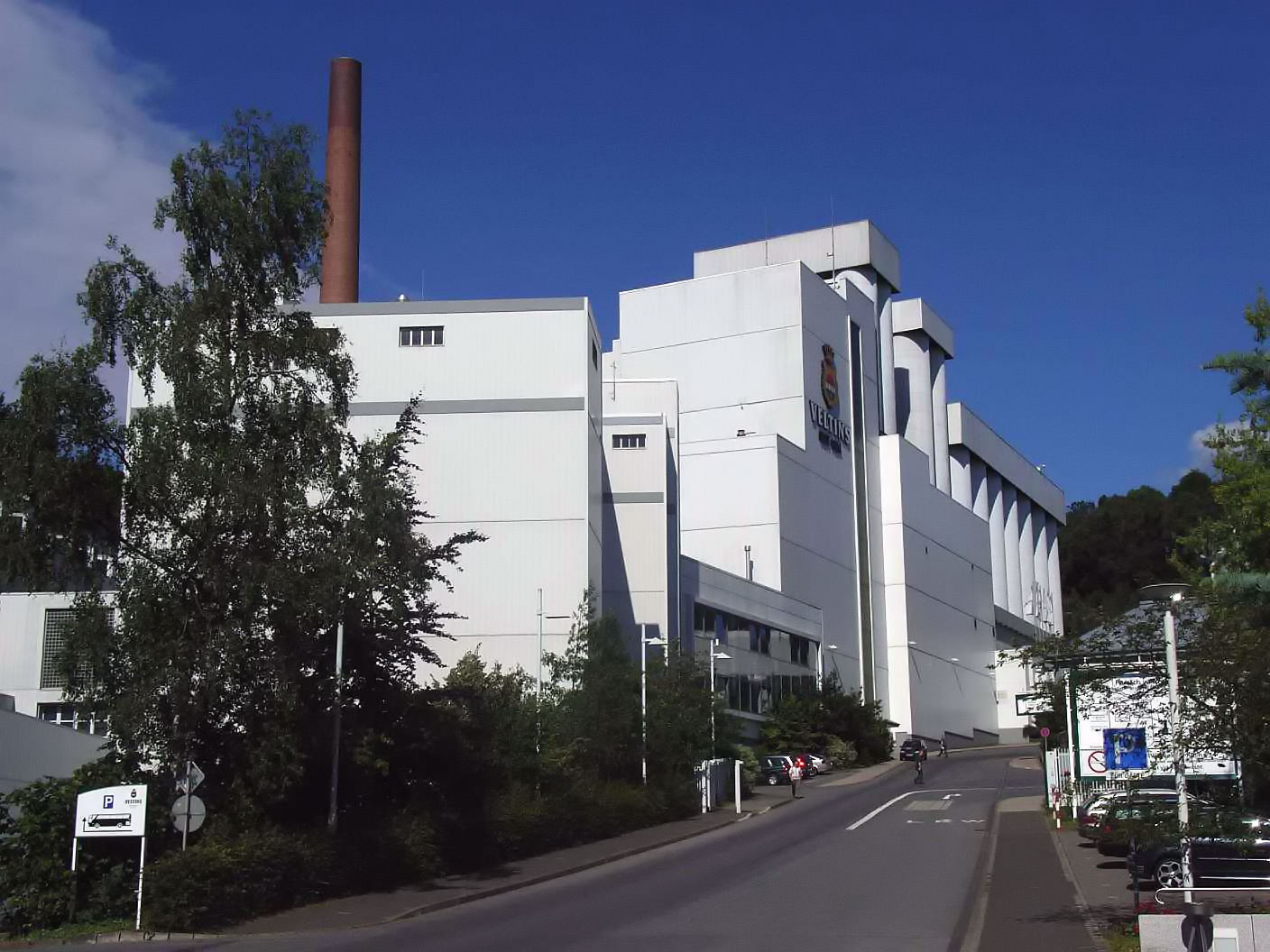
ブラウエライ・ヴェルティンス

### 経済
メシェデでは、時代とともに多くの産業・工業地区が整備された。最大地区は1998年に整備され、連邦アウトバーン A46号線に直接アクセスできるエンステ市区にある（エンステ南産業・工業地区/エンステ北産業地区）。小さなものは、南西のカレ＝ヴァレン（フォスヴィンケル産業地区）、西のフライエノール（イム・ランゲル産業地区）、南のレムプリングハウゼン（ツーム・オスターフェルト産業地区）、南西のヴェネメン（ジュートシュトラーセ産業地区）にある。
メシェデ最大の雇用主がマルティンレア・ホンゼル・ジャーマニー GmbH（軽金属製品）、ブラウエライ・ヴェルティンス（ビール醸造）、ドイツ・テレコム AG である。中核市区には多くの中小企業がある。伝統的に主力な産業は、金属加工業と車体製造である。
様々な役所や機関（たとえば郡庁舎、郡警察署、州道建設局（シュトラーセンNRW）、農業館、職業安定所）があることで、サラリーマンや公務員も高い比率を占める。

### 交通

#### 道路

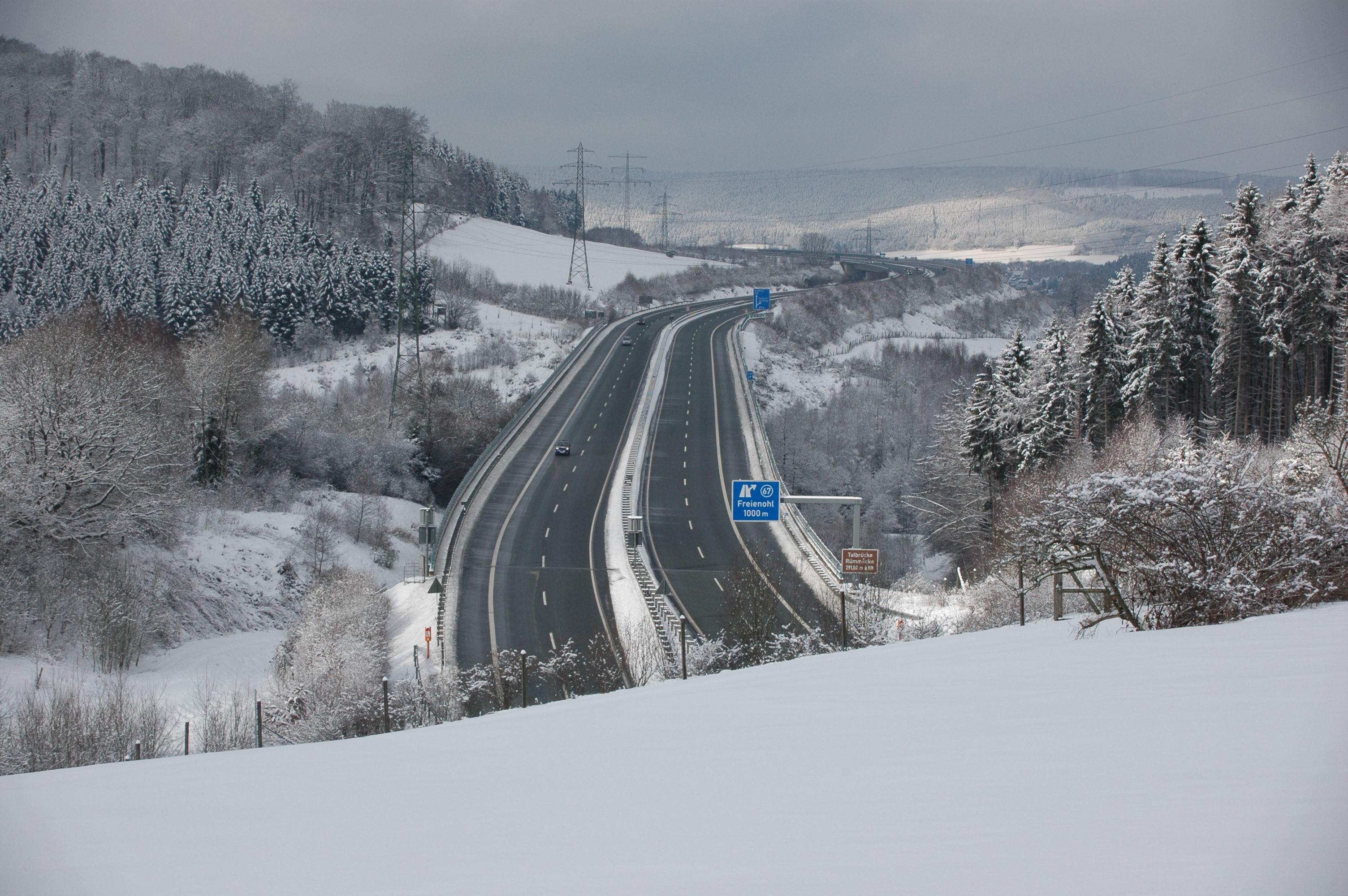
アウトバーンA46号線フライエノール・インターチェンジ付近

市域内を連邦道 B55号線と連邦アウトバーン (BAB)  A46号線が通っている。
内市街の近代化が完了し、それに伴って道路交通の再編が行われた後、全国的に「針の穴」として有名になるほどのメシェデの交通渋滞は大きく緩和された。内市街の開発は1990年代末に完成した。北部市区と市街中心部との交通を改善するために、鉄道軌道を横断する経路の追加が何年も前から検討されている。
メシェデ市と広域交通網との連絡は、南北に通るBAB A46号線に特に依存している。この道路は、以下のインターチェンジ (IC) で本市の市街とアクセス可能である: フライエノール IC、ヴェネメン IC、エンステ IC、メシェデ IC。この道路を北西に向かうとBAB A44号線ドルトムント - カッセル線に接続する。東側はブリーロン方面で、さらに連邦道 B480号線を経由して、A44号線とA33号線の BAB ヴュネンベルク＝ハーレン・ジャンクションに至る。
南北方向では、連邦道 B55号線がメシェデ市を通る重要な広域道路軸である。この道路は、北はBAB A44号線や A2号線を経由してリップシュタット、パーダーボルンおよびヴェストファーレン東部地域へ、南はオルペを経由し、BAB A45号線や A4号線を利用してケルンやボンに至る。

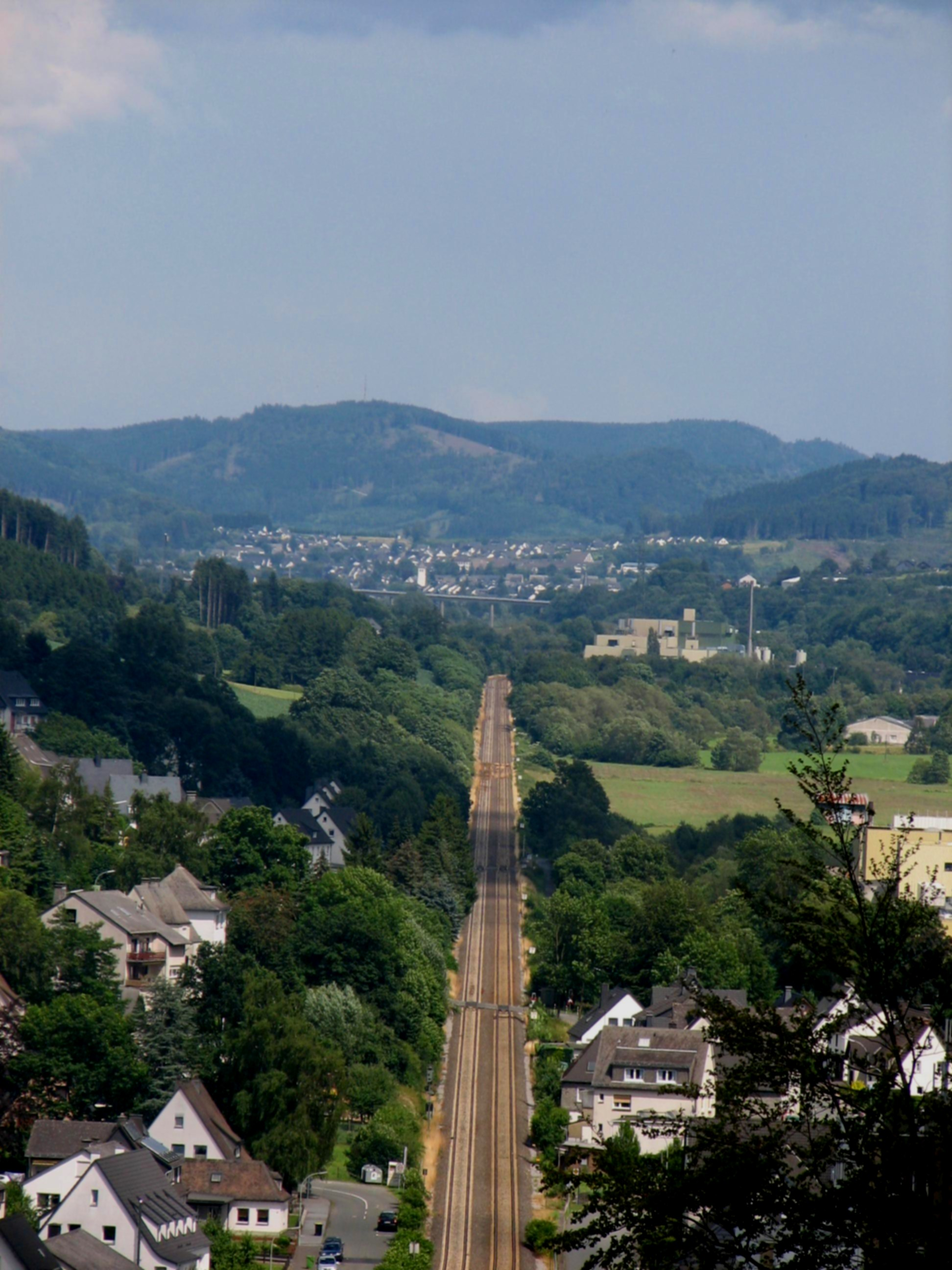
メシェデ付近のルールタール鉄道

#### 公共交通機関
メシェデ市内には5つの駅があった: オーベラー・ルールタール鉄道のメシェデ駅、フライエノール駅、エーヴァースベルク駅（実際にはヴェールシュターペル市区にあった）、フィネントロプ - ヴェネメン線のベルゲ（クライス・メシェデ）駅、ヴェネメン駅である。現在はメシェデ駅とフライエノール駅だけが近郊旅客営業に用いられている。ドルトムントとヴィンターベルクとを結ぶドルトムント＝ザウアーラント＝エクスプレス RE 57 およびハーゲンからヴァールブルクまたはカッセルに至るザウアーラント＝エクスプレス RE 17 の2つの列車が運行している。2015年半ばから2017年末までメシェデ駅の改修が行われた。改修費用は約 480万ユーロで、連邦、ドイツ鉄道、州がこれを負担した。列車はバリアフリーで乗降可能である。ヴェネメン駅は木材の積載にのみ利用されている。エーヴァースベルク駅とベルゲ駅は廃止された。
中核市区は市バスシステムによって結ばれている。さらにバスは市区部、およびヴァールシュタインやレネシュタット＝グレーヴェンブリュックまで運行している。夜行バスは市が委託し、バス運行会社ヴェストファーレンバスが運営している。市民バスは、委託を受けてルール＝リッペ地域交通が運営している。

### 空港
シューレン地区には、飛行場カテゴリー II に分類されるメシェデ＝シューレン飛行場がある。最寄りの交通空港は、パーダーボルン/リップシュタット空港およびドルトムント空港である。両空港へは自動車を使ってほぼ同じ時間で行くことができる。

### メディア
メシェデ北部、グラスメッケ川の水源近くにメシェデ送信塔があり、超短波のラジオ放送が発信されている。メシェデはローカルラジオ局「ラジオ・ザウアーラント」の本社所在地である。この他に南ヴェストファーレン専門大学が2006年からキャンパス固有のラジオ放送「ラジオFH!!」を運営している。また、日刊紙「ヴェストファーレンポスト」やコマーシャルペーパー「ザウアーラントクリーア」の編集局やオフィスがある。

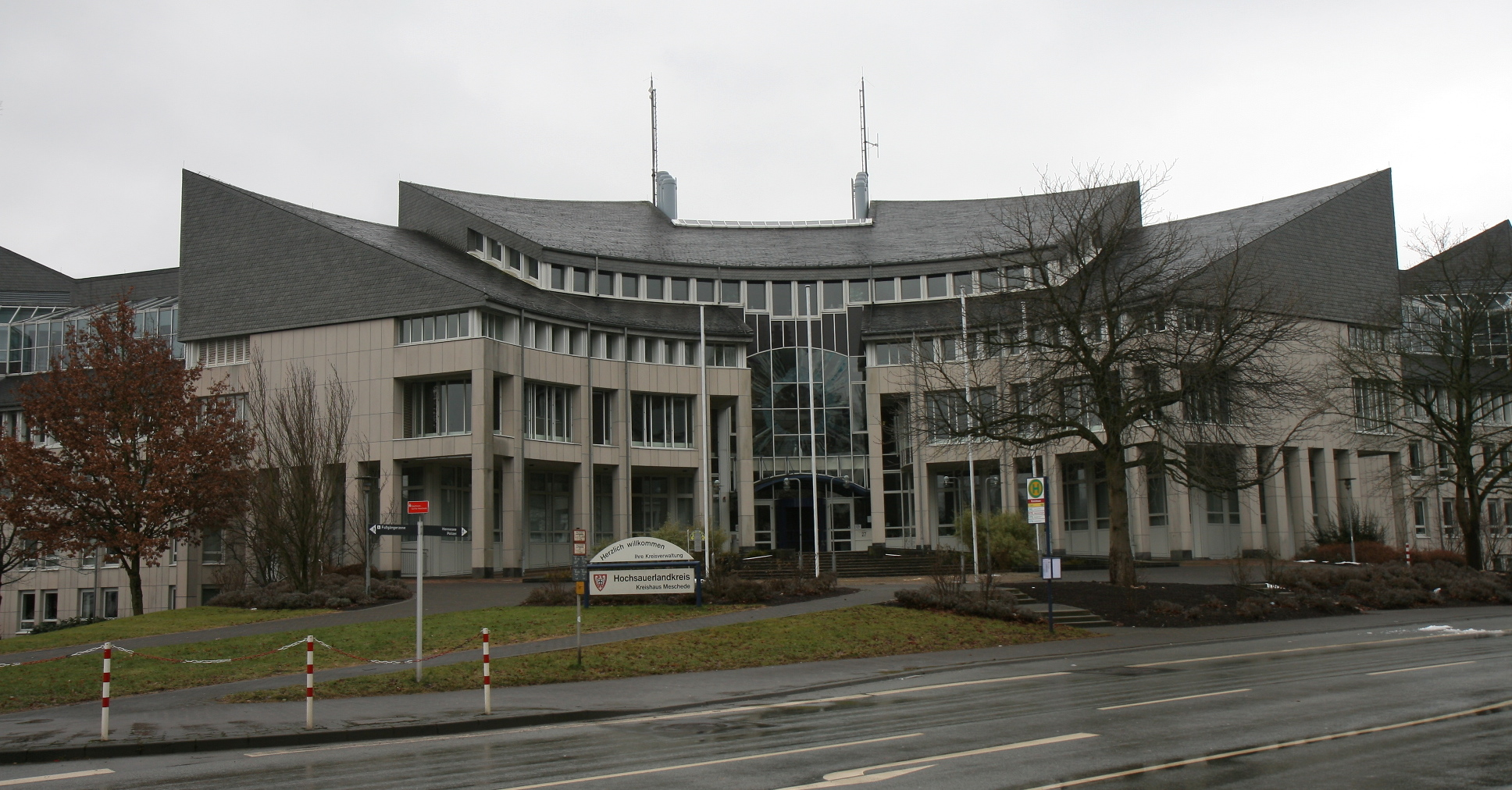
ホーホザウアーラント郡の郡庁舎

### 公共機関
メシェデはホーホザウアーラント郡の郡庁所在地であり、郡行政機関が存在する。本市にはノルトライン＝ヴェストファーレン州の金融行政部門がメシェデ財務局を置いており、さらに職業安定所、州道建設局もある。メシェデの聖ヴァルブルガ病院やクリニークム・アルンスベルクは、クリニークム・ホーホザウアーラントクライス（ホーホザウアーラント郡病院）に統合された。
また、本市はベストヴィヒ、エスローエ (ザウアーラント)、メシェデを管轄するメシェデ区裁判所の所在地である。

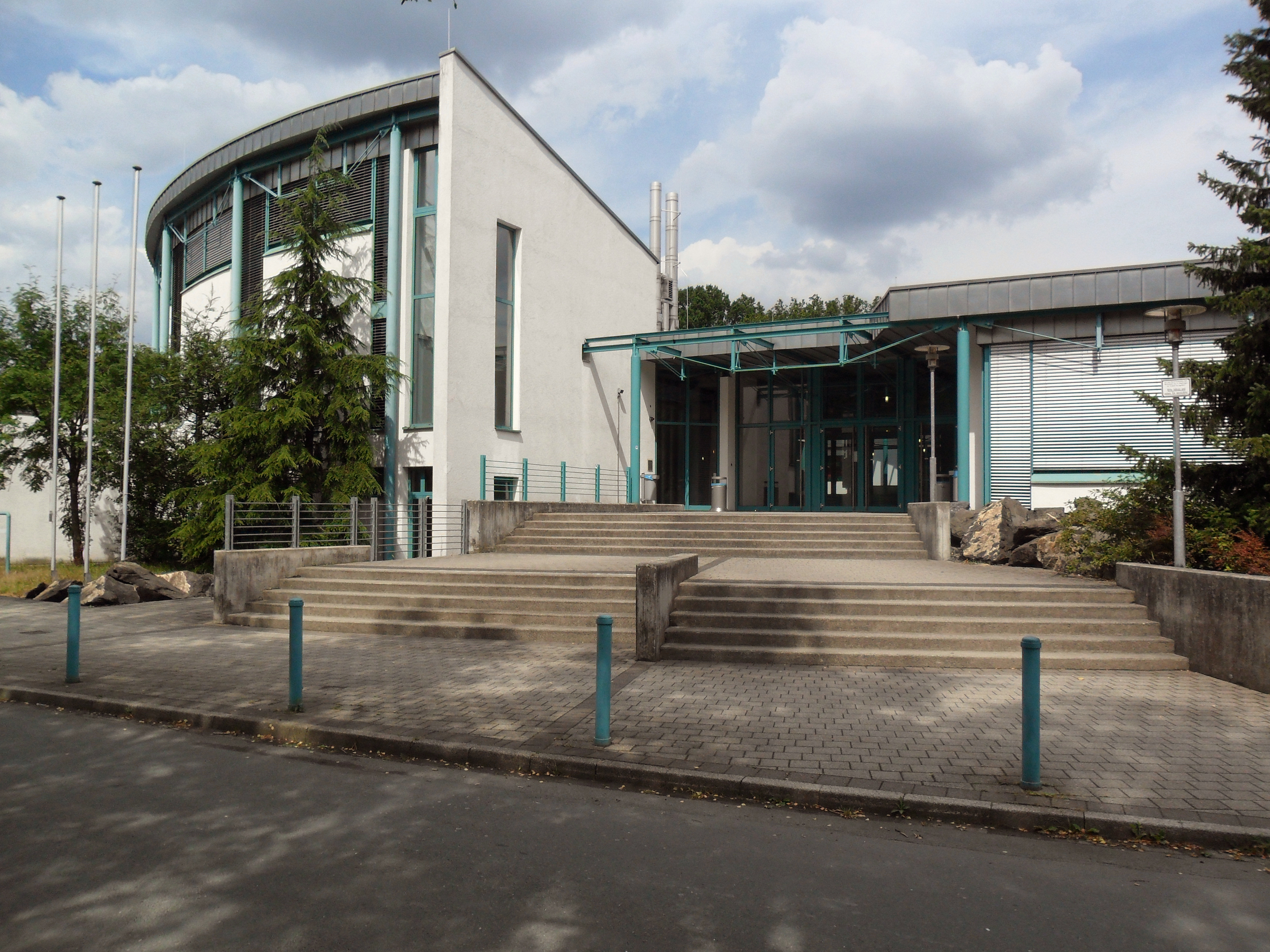
南ヴェストファーレン大学メシェデ・キャンパス

- メシェデ送信塔
- ラジオ・ザウアーラント
- 聖ヴァルブルガ病院

### 教育
南ヴェストファーレン専門大学の5つのキャンパスのうち1つがメシェデにある。ここでは、2017年/2018年冬学期時点で約4,870人が、機械工学、電子工学、経営工学、経営学、エンジニアリングを用いた国際マネジメントの国際課程で学んでいる。メシェデは、ノルトライン＝ヴェストファーレン農業会議所の農業経営、農学専門学習課程（メシェデ農業専門学校）の所在地でもある。
この他に、メシェデにはギムナジウム2校（アウグスト＝マッケ学校センターのメシェデ市立ギムナジウムとベネディクト会ギムナジウム）、実科学校2校、本課程学校1校、基礎課程学校11校、養護学校1校がある。学校外の教育については、市民大学の課程がある。

## 人物

### 出身者
- アウグスト・マッケ（1887年 - 1914年）ドイツ表現主義の画家
- アンスガー・ニールホフ（1941年 - 2010年）彫刻家
- クラウス＝ユルゲン・ヴレーデ（ドイツ語版、英語版）（1963年 - ）ボードゲーム・クリエーター

### ゆかりの人物
- インゲ・ブリュック（ドイツ語版、英語版）（1936年 - ）歌手、女優、作家
- ハインツ・ヨーゼフ・アルガーミッセン（ドイツ語版、英語版）（1943年 - ）フルダ司教（ドイツ語版、英語版）

## 関連資料

### 書籍
- Franz Ignatz Pieler (1835). “Geschichtliche Nachrichten über das Stift Meschede”. In Paul Wigand. Archiv für Geschichte und Alterthumskunde Westphalens, Band 7. Lemgo
- Karl Köster (1909). Zur Vermögensverwaltung des Stifts Meschede im Mittelalter. Dissertation Münster
- Peter Wiese (1932). Ferdinand Wagener. ed. Aus Meschedes Vergangenheit. Meschede: Harmann
- Albert Huyskens (1949). Der Kreis Meschede unter der Feuerwalze des Zweiten Weltkrieges. Bielefeld
- Bernhard Göbel, ed (1959). 1000 Jahre Meschede. Geschichte - Wirtschaft - Kultur. Meschede
- Manfred Wolf (1981). Quellen zur Geschichte von Stift und Freiheit Meschede. Meschede
- Karl Egon Gordes (1986). St.-Georgs-Schützenbruderschaft e.V. Meschede. ed. Freiheit Meschede. 500 Jahre Bürgersprache. Meschede
- Erika Richter, ed (1988). Die Integration der Vertriebenen in Meschede 1945–1955. Meschede
- Hanneli Kaiser-Löff; Ottilie Knepper-Babilon; Wilfried Oertel; Erika Richter (1997). Jüdische Familien in Meschede. Arnsberg: Becker. ISBN 978-3-930264-16-2
- Eva Hoffmann (2000). Stadt Meschede. ed. 25 Jahre Leben in der neuen Stadt Meschede. Meschede
- Ottilie Knepper-Babilon; Hannelie Kaiser-Löffler (2003). Hochsauerlandkreis. ed. Widerstand gegen die Nationalsozialisten im Sauerland. Meschede
- Ursula Jung (2005). Meschede im Wandel der Zeit. Meschede gestern. Sauerland. 2. Arnsberg
- Olaf Goldstein; Ottilie Knepper-Babilon; Reinhard Köhne; Aline Kottmann; Werner Kreuz; Erika Richter; Manfred Wolf (2007). Heimatbund der Stadt Meschede. ed. Mescheder Geschichte, Band 1. Meschede. ISBN 978-3-00-023233-6
- Ottilie Knepper-Babilon; Hanneli Kaiser-Löffler; Ursula Jung (2013). Heimatbund der Stadt Meschede. ed. Mescheder Geschichte, Band 2. Meschede. ISBN 978-3-943973-05-1

これらの文献は、翻訳元であるドイツ語版の参考文献として挙げられていたものであり、日本語版作成に際し直接参照してはおりません。

### ウェブ
- Landschaftsverband Westfalen-Lippe: “Hochsauerlandkreis Landschaftsplan Meschede” (PDF) (1994年). 2018年4月7日閲覧。
- “Kommunalprofil Meschede, Stadt” (PDF).   Information und Technik Nordrhein-Westfalen (IT.NRW) (2017年5月31日). 2018年3月31日閲覧。
- Karl Schaefer. “Die Holzschale der Kahns - Erinnerungen aus meiner Kindheit im Dritten Reich, im Kriegund in der Nachkriegszeit”. 2018年4月3日閲覧。